# Història del Festival de la Cançó d'Eurovisió
El Festival de la Cançó d'Eurovisió (en francès: Concours Eurovision de la chanson) es va celebrar per primera vegada el 1956, originalment creat com un experiment en l'emissió televisiva transnacional. Després d'una sèrie d'emissions d'intercanvi el 1954, la Unió Europea de Radiodifusió (UER) va encarregar una competició internacional de cançons, a partir d'una idea desenvolupada per Sergio Pugliese i Marcel Bezençon, i originalment inspirada en el Festival de Música de Sanremo, que se celebra a Itàlia.
Un total de 67 edicions s'han dut a terme des de la seua primera edició, i 1.721 cançons s'han cantat a l'escenari d'Eurovisió representant a 52 països, fins al moment (2023). El festival ha patit diversos canvis des de la seua inauguració, com per exemple la introducció dels descensos a la dècada dels 90, les semifinals a partir de la dècada del 2000, com a resposta al creixement del nombre de participants interessats. Les normes del concurs també han canviat diverses vegades al llarg dels anys, com amb el sistema de votació o els criteris lingüístics.
El Festival de la Cançó d'Eurovisió s'ha identificat com la competició internacional de música televisiva anual que més ha durat, segons el Guinness World Records, i més o menys 40 països participen cada any. Moltes altres competicions s'han inspirat en Eurovisió des de la seva creació, i la UER també ha creat un conjunt de concursos complementaris que s'especialitzen en altres aspectes de la música i la cultura. L'edició del 2020 va ser la primera a ser cancel·lada, ja que cap esdeveniment competitiu es va poder donar lloc com a conseqüència de la pandèmia de la COVID-19.

## Els orígens d'Eurovisió

### El panorama televisiu de la postguerra
El Festival Europeu de la Cançó, més comunament conegut com a Eurovisió, neix arran de la creació de la Unió Europea de Radiodifusió als anys 1950.
Aleshores Europa es troba en reconstrucció degut a la Segona Guerra Mundial mentre s'alça el mur de la Guerra Freda.
La ràdio era l'objecte més preuat de les llars. Era democratitzadora perquè no calia saber llegir per a informar-se. La televisió, una innovació i fascinació per al món dels 1950, triplicava aquesta democratització, de manera que les primeres cadenes de televisió a Europa són estatals. Al bloc soviètic, Rússia hi controlava tota la informació que s'hi publicava. Al sud d’Europa, els règims feixistes també controlaven la informació que s'hi difonia. A França es crea l'RTF que és acusada regularment d’emetre propaganda a favor del govern de torn. Els conflictes colonials són objecte d’unes dosis de propaganda tan grans que portaren la televisió belga a separar-se de l’entramat televisiu francès. Suïssa o Luxemburg són els pocs països que poden gaudir d’una televisió lliure.
Sovint es fa passar la “pedagogia” [trd.] per propaganda. França diu voler una televisió d’entreteniment, d’educació i de cultura. Però, en l’assumpte, ni tan solament Itàlia es deslliurava del control públic.

### La col·laboració francobritànica
La creació de la BBC és un ítem importantíssim a la història de la televisió. El Regne Unit destina aviat recursos perquè n’isca un canal de televisió potent i innovador. Hi ha aleshores intencions clarament polítiques. Segons l’estudi d’Houcine Msaddek, la versió radiofònica de la BBC va ser utilitzada ben aviat com a forma de transmetre els valors imperials de la monarquia britànica a la resta de colònies. El mateix objectiu és apreciable amb l’arribada de la televisió. Anglaterra volia fer de la BBC una televisió universalista que transmetera la cultura i els punts de vista anglosaxons a tot el planeta.
França hi troba tot l’interès i en obrir el seu canal públic, s'acosta a la BBC per tal que els dos governs col·laboren plegats en l’emissió de programes conjunts. Fer-ho és llavors tota una proesa tècnica perquè comporta un gran desplegament al canal de la Mànega. Els contactes proliferen i s'aconseguixen unes primeres emissions. Jean d’Arcy, responsable de les primeres emissions conjuntes entre França i el Regne Unit, conclou llavors que “per a fer una bona televisió, cal com a mínim un continent, els Estats Units o Europa” [trd.].
S'emet el coronament de la reina d’Anglaterra a la televisió, fita que és resposta per Mònaco. El micro-estat no vol estar-se de mostrar la seua grandiositat i com a competència als llaços anglo-francesos, emet el casament del príncep amb Grace Kelly.

### La creació d’Eurovisió
Amb estes ambicions, l’UIR (Unió Internacional de Radiocomunicacions, 1929) és reformulada en l'UIT (Unió Internacional de Telecomunicacions) i s'hi integra la Unió Europea de Radiodifusió (UER, 1950). Es tracta d’una associació de televisions públiques, inicialment només dels països del bloc oest d’Europa. El suís Marcel Bezençon, director de la ràdio i televisió públiques de Suïssa, n’és el primer president.
Fins l’any 1954 l’òrgan no es posa a idear algun programa que es puga emetre a diversos països europeus. Ara bé, hi ha clares intencions de posar en comú els mitjans materials, capitals i humans per a fer possible la retransmissió de programes en directe a tot Europa. Això crea una xarxa de satèl·lits que ultra el seu ús civil, pot servir per a ús militar.

Fins als 2020, es pensava que Eurovisió havia eixit dels despatxos. Marcel Bezençon hauria dipositat un projecte de programa comú que es coneixeria més endavant com el Festival Europeu de la Cançó. Els italians havien ideat a partir del Festival de Sanrem un concurs on diversos països competixen plegats per a emportar-se el premi de la millor cançó europea. El projecte no té encara nom, però quan se celebra per primer cop, es popularitza com a Eurovisió, nom de la mateixa xarxa de satèl·lits que fa possible la retransmissió del concurs. El terme el bateja el periodista anglès George Campey en un article publicat el 5 de novembre del 1951 a London Evening Standard. La proposta de Bezençon és gairebé ignorada. Fa l’objecte d’una comissió que no va més enllà de la reunió. Finalment, França reprèn la idea suïssa l’any 1955 i la proposa a la BBC, que hi dona el seu vistiplau.
A Europa de l'oest s'hi discutix sobre la creació d’uns Estats Units d'Europa. Suïssa és molt reticent a participar en les Nacions Unides, sabuda de l’experiència que va tenir amb la Societat de Nacions, ideada perquè uns pocs països controlessen la resta del món. En canvi, és partidària de la proposta de Churchill, una unió d’estats federals europeus. És clar que el país no hi té cap pes, mana Anglaterra i França. A l’estil UE, s'escull un himne per a les retransmissions, un preludi orquestral del Te Deum de Marc-Antoine Charpentier.
Segons filtracions a la premsa espanyola als 2020, Eurovisió hauria nascut de la idea d'un Festival de la Cançó de l'Atlàntic Nord. Al darrere hi estaria l'OTAN. Quelcom que hauria d’haver fet la propaganda al sistema atlantista. Es tractaria d’un concurs musical que a l’estil de l'olimpisme modern, donaria una imatge testosterònica de les potències europees, alhora que faria propaganda a la ideologia de l'estat nació.
En tot cas, siga quina siga la versió, Eurovisió no deixa de ser una transposició de l'olimpisme modern a la música i la televisió. És a dir, "la idea olímpica de l'era moderna simbolitza una guerra mundial, que no mostra obertament el seu caire militar, però que dona -per als qui saben llegir les estadístiques esportives- una vitrina de la jerarquia de les nacions" (Pascal Gillon, 2011). Tot això en clau imperialista.
L’any 1956 s'estrena la primera edició d’Eurovisió a Lugano, Suïssa.

## Els anys 1950 a Eurovisió
Allò que havia de ser un festival europeu de la cançó es torna aviat en un concurs dels interessos anglesos i francesos. En efecte, el Regne Unit i França decidixen allargar la difusió al Magrib, el Llevant i fins a Oceania, per a “preservar els interessos britànics i francesos” [trd.] (E. Darràs, 2017), això vol dir, preservar els interessos colonials d’estos dos països. Així als anys 1970 Israel, que no és un país europeu, podrà participar al festival d’Eurovisió, així com el Marroc podrà intentar-ho als anys 1980 i el Líban als anys 2000. Austràlia integra el festival als anys 2010.
El primer festival se celebra en un teatre. És el reflex de la societat de l’època. L'Europa capitalista viu encara dels darrers cabarets que foren una gran font d’entreteniment. Els cafès-concert, els bars i altres sales d’entreteniment són llavors el lloc predilecte per a gaudir-hi d’algun espectacle. Els concerts no existixen encara. El pop crooner i el pop clàssic són tendència al festival. Ens parlen d’un món dominat encara per la potència que va representar la França del segle XIX. El model de chanson française és reprès una mica per tot el continent. Són cançons de charme, molt innocents, d’orquestres de blancs, on tot és net i polit. No hi ha cap alçament de veu. Tot està congelat com les mateixes actuacions. Ni un pèl de ball, tothom vestix zoo suits i trajos de pingüí. La dona és delicada, l'home galant. L'orquestra és formada tota d’homes, perquè a les dones només se’ls permet la interpretació. La televisió és en blanc i negre.
Els primers països a participar foren l'Alemanya de l’oest, Bèlgica, França, Itàlia, Luxemburg, Holanda i Suïssa. Recolliren aproximadament quatre milions d’espectadors. Estava previst que hi participessin igualment Àustria, Dinamarca i el Regne Unit, però no es varen inscriure a temps i no participaran fins a l’any 1957. Això sí, tindran dret a emetre el festival, de manera que queda establerta una primera regla: tot país que vulga participar-hi, podrà emetre el festival l’any abans de la seua estrena. Suècia s'estrena l’any 1958 i Mònaco l’any 1959.
No existeixen regles encara al festival. Tot s'afig a mesura que evoluciona el concurs. Així queda prohibit ballar i s'establix que les cançons en participar hauran de ser de 3 minuts. Itàlia presenta efectivament una cançó de 5 minuts mentre que el Regne Unit en presenta una altra d’1 minut. Això reflectix l’aspecte de la indústria del disc aleshores. La cançó com a gènere tot just ix del calaix. El lied alemany s'escurça a mesura que evolucionen els formats per a enregistrar i vendre les cançons.
El primer any s'accepten dues cançons per país. Gairebé tothom tria enviar a Eurovisió dos cantants. S'autoritzen igualment els duets, tot i que és una gran novetat aleshores que trenca amb l’estatisme del pop clàssic. Tothom canta en les seues respectives llengües. Mentre Luxemburg es desdiu de cantar en alemany o luxemburguès, Suïssa s'hi presenta en francès, italià i alemany, però no pas en romanx. Atès que Bèlgica resol cantar majoritàriament en francès, esta llengua és molt majoritària al certamen. França gaudix d’una gran àuria. Els seus satèl·lits fan gala a la chanson française.
Cada país envia igualment els seus comentaristes alhora que la presentació del festival es fa íntegrament en italià tot començar. El vot el decidix un jurat compost de dos especialistes per a cada país. Es pot encara votar pel mateix país. Per tal d’evitar suspicàcies, es decidix que el jurat forme part de la retransmissió, i per això mateix passa a cantar els punts en directe a través de telèfon analògic.
Suïssa, tot i guanyar la primera edició, es nega a ser la seu de l’edició següent, de forma que inicialment es trien els països amb més recursos. L’any 1958, però, s'establix que és el país guanyador qui acollirà la seu de la pròxima edició. Trobem igualment en esta dècada els primers problemes tècnics. El representant italià Domenico Modugno haurà de repetir l’actuació perquè el senyal va desaparèixer i el cantant no fou vist pel públic.
Esta desfortuna no va impedir al cantant de tornar-se una estrella planetària gràcies a Nel blu, dipinto di blu. Efectivament és el primer europeu premiat pels Premis Grammy i que fa la volta als països capitalistes. Lys Assia també és molt recordada per haver estat la primera guanyadora del certamen amb Refrain. Repetix la participació fins que l’organització ha de prohibir que els cantants tornen a repetir experiència. A les actuacions memorables de la dècada cal afegir-hi el representant belga Bobbejaan Schoepen (Straatdeuntjie), el representant austríac Bob Martin (Wohin, kleines Pony?), la representant alemanya Margot Heilscher (Telefone, telefone), el monegasc Jacques Pills (Mon ami Pierrot) o els britànics Pearl Carr i Teddy Johnson (Sing, Little Birdie). El so més habitual, però, el trobem a Luxemburg (Danièle Dupré, Amours mortes).
El darrer any de la dècada, l’organització aprofita que el concurs se celebra a Canes per a introduir imatges de Canes com a transicions. Es juga molt més amb la càmera. S'hi veu l'orquestra, el públic, l'escenari, etc. Els decorats són molt més elaborats. La retransmissió es fa totalment en francès.

## Els anys 1960 a Eurovisió

### Les victòries de la dècada
En esta dècada els països que recullen més èxit són en este ordre el Regne Unit, França, Luxemburg i Itàlia. Són seguits de prop per Mònaco i Dinamarca. Les seues victòries seran retransmeses en blanc i negre. Llavors molt poca població posseïa televisió a casa. Era un luxe de tenir-ne una. Per això la gent s'apropava als bars, a cals veïns o es miraven Eurovisió als aparadors de les botigues.
Eurovisió en esta dècada porta a l’estrellat nombrosos cantants. Ronnie Carroll (Say Wonderful Thing), representant d’Irlanda, fa èxit amb pop crooner, però es desvia ràpidament per a donar suport a antisistemes. El seu directe a Eurovisió provoca el primer sobresalt. El cantant fa un petó a una de les ballarines. És una imatge que impressiona el públic europeu.
Alemanya, per la seua banda, aconseguix que la seua representant, Heidi Brül (Marcel), faça carrera a Hollywood. De fet, Tony Renis, representant d’Itàlia estrena tot un himne a Eurovisió, Quando quando quando, reprès per Nelly Furtado, Michael Buble i Cliff Richard. Esther Oferim, suïssa, que es va presentar al concurs amb T’en va pas, revitalitza el seu single gràcies a Frank Sinatra. Monica Zetterlund, sueca, canta amb Louis Armstrong i Quincy Jones després de representar el seu país amb En gang i Stockholm. Com a únic precedent a la història d’Eurovisió, la italiana Gigliola Cinquetti fou autoritzada a tornar a pujar a l'escenari per a saludar una segona vegada el públic, vist els marcats aplaudiments. S'emporta la victòria amb Non ho l’età i esdevé un hit a l'Europa capitalista.
Si l’èxit no es feia fora de les fronteres, els artistes sempre tenien l’oportunitat d’arrasar als propis països. Fou el cas del català José Guardiola. Crooner, va intentar normalitzar l’ús del català a la música, en ple franquisme. Mateix èxit va recollir la francesa Jacqueline Boyer amb Tom Pillibi a països com Holanda, el Regne Unit, Suècia o França, a més Mònaco o Luxemburg. Paral·lelament, la francesa Françoise Hardy, representant de Mònaco, va tenir molt d’èxit als països francòfons amb L’amour s'en va. Es torna una icona del ie ie.
Amb tot cal destacar igualment a Suècia (Iger Berggren, Sol och var), Holanda (De Spelbrekers, Katinka; Conny Vandenbos, Het is genoeg), el Regne Unit (Ronnie Carroll, Ring-a-ding girl), Noruega (Kirsti Sparboe, Karusell;  Asee Kleveland, Intet er Nytt Uneder Solen), Itàlia (Bobby Solo, Se piangi se ridi), Bèlgica (Tonia, Un peu de proivre un peu de sel), Finlàndia (Ann-Christine Nyström, Playboy) i Espanya (Raphael, Yo soy aquel).
A part, Eurovisió comença a celebrar-se els caps de setmana amb una mitjana de telespectadors de 30 milions de persones. Arrel de canvis a les votacions, per primer cop s'atorgaren 0 punts a alguns països.

L’any 1965 un incident entre l'orquestra i la delegació luxemburguesa interromp les repeticions. Els músics es queixaren del compositor francès, Serge Gainsbourg, aleshores a la delegació luxemburguesa. El cantant, molt cèlebre als països francòfons, fou altament criticat, la qual cosa el portà a amenaçar la UER de retirar la cançó. En esvair-se la tensió, la representant luxemburguesa, France Gall, pogué cantar Poupée de Cire, un dels èxits més cèlebres d’Eurovisió, encara recordat per la fama que va adquirir a tot el món capitalista. La participació de France Gall ha donat lloc a una teorització historiogràfica força curiosa i parladora de la societat de l'època. 
Poupée de Cire és una cançó infantilitzant, cantada per una dona d'aspecte angelical i molt jove d'edat. Doncs justament guanyen este tipus de cançons en esta dècada. Són les anomenades lolites.
Musicalment, Eurovisió no ha pas evolucionat. Tot continua amb pop clàssic i els crooners. En efecte, el món capitalista comença a viure canvis importants en l'àmbit polític. El maig francès és a la vora i s'inicia la Revolució Sexual. El rock’n’roll, el pop-rock i altres gèneres provinents dels EUA revolucionen la música que es fa. Eurovisió continua no contrastant això amb una imatge idíl·lica, de pop clàssic invariable. Tanmateix, s'hi poden apreciar els primers canvis de mentalitats. Ulla Pia, per exemple, és la primera dona que actua acompanyada de ballarins. Representant de Dinamarca, xoca el públic. Ase Kleveland, representant de Noruega, fou la primera artista dona que s'atreví a presentar-se amb pantalons. Al món capitalista s'hi posava de moda les minifaldilles com a part de la Revolució Sexual. L'escocès Kenneth McKellar s'atreví així doncs a presentar-se al concurs amb un kilt. I, encara, la representant neerlandesa, Milly Scoot, d’origen surinamès, va ser la primera artista de color negre a trepitjar l’escenari. Cal recordar que Martin Luter King iniciava a l'època una croada als EUA per a abolir el règim d’apartheid al qual eren subjectes els afroamericans. A l'Àfrica del Sud, el racisme dividia blancs i negre, així com l'Europa capitalista s'habituava a viure amb persones de color negre. Tot just s'havia posat fi a la Segona Guerra Mundial on un règim racista, com el nazi, havia mirat d’exterminar jueus.
El concurs afegia noves normes. L’any 1969, per exemple, Espanya, França, Holanda i el Regne Unit empataren, fet que no s'havia previst. Davant del boicot que alguns països volien fer l’any següent, la UER procedix a canvis a les votacions per tal d’evitar els empats. Per tal d’organitzar l’edició següent, s'hagué de procedir a un vot a sorts.
Finalment, el Regne Unit es va presentar amb un altre himne exitós, Congratulations de Cliff Richard. Tot un hit a l'Europa capitalista.

### Portugal, Iugoslàvia i Espanya participen a Eurovisió
Suècia tria els seus representants mitjançant el Melodifestivalen, el concurs de pre-selecció més prestigiós de tot Europa. L’Espanya de Franco, que no vol quedar-se arrere, estrena el seu Festival de Benidorm, als Països Catalans.
En efecte, en esta dècada, s'estrenen nous països. Noruega, Holanda, Espanya, Finlàndia, Portugal, Iugoslàvia i Irlanda omplen el festival de més sonoritats. Tanmateix, les noves incorporacions creen polèmica a l'Europa capitalista. Espanya i Portugal són aleshores dictadures feixistes recolzades pels EUA. Els països del nord d’Europa no veuen normal que s'accepte la participació de dictadures, que farien servir el concurs per a emblanquir-ne els règims. És clar que a França no li importa gaire. El país critica els EUA davant dels faristols, però rere les càmeres fornix armament a Portugal perquè guanye les guerres colonials i romia cedir l'arma nuclear a Espanya. Com que a Anglaterra tampoc no li fa res que Portugal siga una dictadura, sempre que no bloquege el comerç amb les illes britàniques, estes dues dictadures podran participar-hi sense témer.
Franco va voler trencar amb l’aïllament internacional del qual fou objecte amb Eurovisió. El país decidix corrompre els jurats europeus per tal de guanyar el concurs. No és en eixa època una actitud estrictament espanyola. La practicaven altres països i ha estat un recurrent a la història de tot el concurs. Hui encara no s'ha fet cap llistat de les compres de vot que hi ha hagut al certamen. Així l’any 1968 Espanya guanya el concurs amb Massiel (La, la, la). El Regne Unit (liff Richard, Congratulations) denuncia públicament l’afer. El cas era encara més gros. Joan Manel Serrat, membre de La Nova Cançó, amb què denunciava que el règim censurava el català, havia d’haver representat el país. Però fou criticat perquè precisament no s'entenia que un membre de La Nova Cançó volguera fer propaganda al règim. Serrat posa llavors com a condició que cantarà el La, la, la en català. És clar que el règim, això, no volia permetre-ho. Se substituïx Serrat per Massiel, alhora que el cantant queda bandejat de tots els mitjans de comunicació d’època.
La cançó protesta ix als carrers del món capitalista. Cal recordar que a Amèrica del sud, influenciada pels Països Catalans, s'hi veu néixer el fenomen de la Nueva Canción. Però la presència de Portugal i Espanya no agradava a tothom. D’esta manera ix un espontani a l’escenari amb un cartell que demanava boicot a les dictadures de Salazar i Franco. El càmera desvia el focus per tal que no es veja la pancarta. La seguretat del festival treu l’home de seguit. Portugal hi participa llavors amb música lleugera. El règim no vol pas que Eurovisió es torne una forma de corrupció de la seua joventut i per això hi envia balades interminables apolítiques. El rock’n’roll, el pop-rock i altres gèneres que sacsegen el món capitalista no són ben vistos per Salazar. Espanya, per la seua banda, envia essencialment folklòriques (Conchita Bautista, Estando contigo) amb cobla al festival, per tal de donar mostra d’allò que suposadament és Espanya. És a dir, el règim mira de vehicular-hi una imatge uniforme en què no existixen les nacions catalana, basca o gallega. L'èuscar i el català són, de fet, prohibits. Amb tot, la polèmica arriba l’any 1969 quan la representant portuguesa, Simone de Oliveira, s'atrevix amb Desfolhada portuguesa. La cançó, tota una controvèrsia per als portuguesos d’aleshores, hauria tingut la mala sort de parlar clar, amb mots massa grossos per una societat ancorada en el passat.
La participació de Iugoslàvia també era un afer espinós. El país era una dictadura comunista i a banda de ser una dictadura, no s'entenia ben bé què hi feia un estat comunista a Eurovisió. És a dir, en plena Guerra Freda, no encaixava gens ni mica que un país comunista fera la seua entrada a Eurovisió. Però, és clar, Anglaterra ho permet llavors perquè considera Iugoslàvia part de la seua zona d’influència. Endemés, el dictador Tito no era gaire partidari de tot allò que feia Rússia amb la Unió Soviètica de manera que Iugoslàvia seguí el seu propi camí dins el bloc comunista. I, com el seu homòleg espanyol, el festival serví per a donar la imatge d’una nació unida, serbiana, on no hi ha lloc per a les diferències. Així Iugoslàvia mai no participà en albanès, bosnià o macedònic. Malgrat això, el país cantarà en esta dècada algunes vegades en eslovè (Berta Ambrož, Brez besed) i sobretot en serbià (Luciano Capurso i Hamo Hajdarhodžic, Jedan dan). La participació per part de Iugoslàvia no era fàcil, calia cenyir-se a les normes del règim. El cantant Vice Vukov, que va representar el seu país l’any 1963 i 1965, fou avisat durant la Primavera de Croàcia que no trepitjara Iugoslàvia perquè el règim no havia encaixat que s'unira al moviment. Tot i que no tornarà al país fins als 1970, serà escollit diputat a Croàcia l’any 2003. La participació de Iugoslàvia a Eurovisió obre el país a la música capitalista i molts artistes iugoslaus canten amb estrelles planetàries. És el cas d’Ivo Robic.

### El Festival d'Intervisió
Els cantants que participaven a Eurovisió es convertien normalment en estrelles de la música als seus propis països. Alguns eixien del propi país per a fer la volta de l'Europa capitalista. Tot veient este èxit, la Unió Soviètica planteja llavors obrir el seu propi Eurovisió.
És amb la seua pròpia UER que Rússia mira de crear un Festival d’Eurovisió a la comunista durant els anys 1960. El fa dir Intervisió i contràriament al seu homòleg oest-europeu, obre la participació a països de tot el planeta, de forma a donar una imatge d’obertura que no tenia Eurovisió, reglada normalment a Europa.
El primer Intervisió s'emet des de Txecoslovàquia l’any 1965. Però es tanca l’any 1968. La Primavera de Praga posa el poder soviètic cap per avall i el Kremlin decidix clausurar el concurs. Això no obstant, hi hauran participat Polònia, Suècia, Noruega, Canadà, Bèlgica, Austràlia, el Marroc o Cuba mateix. El concurs acollia guanyadors i participants d’Eurovisió. L’obertura a tots estos països va fer possible la penetració d'altres sons a la Unió Soviètica. El règim prohibia el jazz o el rock perquè considerava que eren gèneres burgesos que corrompien la joventut occidental. Al país s'hi escoltava música clàssica. Es demanava als compositors d’esplaiar-hi el model d’home comunista que volia la dictadura.
Finlàndia, degut a la política de neutralitat amb Rússia, haurà de participar a Intervisió i Eurovisió, qüestió de no enfurismar ningú. Les cançons d’Intervisió eren de llarga durada, en acord amb la política de música clàssica del règim. Així s'hi podien veure en competició discogràfiques contra països.
Eurovisió porta llavors només 20 anys en antena, però per pocs anys que siguen, la idea fascina fora del continent europeu. L’any 1960, per exemple, Xile obre el seu propi Eurovisió, que tot pretextant un Benidorm llatinoamericà, el fa anomenar de Festival de Vinya del Mar. Esdevindrà un dels certàmens més cèlebres i prestigiosos al continent. S'hi vanagloria l'hispanisme com a centre motor. Per això mateix hi trobem països com Espanya, Uruguai, Colòmbia, l'Argentina, Perú o Costa Rica. És clar que prompte s'amplien les mides i s'hi poden presentar països com França, Austràlia o Alemanya de l’oest.

### La diversitat uniformitzadora
En esta dècada Eurovisió s'emet en castellà, francès, anglès, italià, etc. És a dir, s'emet només en llengües colonials. El català, l'èuscar, l'escocès, el bretó o l'albanès són exclosos ja no únicament de la participació, sinó també dels comentaristes i presentadors.
Els “amics de la diversitat” no només censuren el macedònic, sinó que promouen un ambient homogeneïtzador. El francès és omnipresent, conforma una superestructura en què s'expressa tota l'Europa capitalista. Gairebé tot el bloc oest d’Europa participa en esta dècada a Eurovisió, però només s'hi sentirà la presentació en les llengües dels països que conformen la teoria de les grans nacions per a França i això exclou el portuguès. Per tant, Bèlgica tindrà problemes interns. El país es nega a cantar en neerlandès o alemany, llengües pròpies i oficials del país. Vol donar sobretot una imatge de nació unida, francòfona i moderna. Es veu forçada de presentar-se igualment en neerlandès per tal de no atiar les fúries de la comunitat flamenca. Resol repartir-se la candidatura entre la televisió pública valona i flamenca. L'estat-coixí fa com Iugoslàvia i Espanya.
Els afer suís o luxemburguès són molt parladors. Resolen participar al concurs expressament i exclusivament en francès. En època de post-guerra, com era llavors, l'alemany és un idioma mal vist degut a les conseqüències de la Segona Guerra Mundial. Molts països preferixen prioritzar el francès com a forma de mostrar-se favorables al bàndol guanyador, tal com feia Luxemburg, que renuncia fins i tot a la seua llengua pròpia i comuna, el luxemburguès, sempre que permeta fer-li la rosca al veí. Suïssa, justament, fa ús de l'alemany i el francès de forma equilibrada amb la intenció de fer passar el missatge de país neutral.
La presentació d'una primera cançó en romanx (Camilo Felgen, So Laang We’s Du Do Bast) trenca la dinàmica suïssa i inaugura una nova etapa menys marcada pel traumatisme de la guerra.
L'Eurovisió dels anys 1960 és més diversa, les coses s'han de dir, que l'Eurovisió dels 2010 on tothom canta i parla anglès. Als 1960 s'hi continua cantant en les llengües de cada país. El cas monegasc és força interessant perquè el país no és reconegut per l'ONU, però participa a Eurovisió per tal de conformar les ambicions paternalistes de l’estat francès. L'anglès, per la seua banda, no s'escoltarà a Eurovisió als anys 1950, quan el país deixa de participar-hi l’any 1958. Fins l’any 1960, única vegada que això s'esdevé, l’anglès és mut.
Suècia trenca llavors les convencions l’any 1965. Es presenta per primer cop en anglès (Ingvar Wixel, Absent Friend). L’aposta no passa desapercebuda i la UER obliga tothom a cantar en les seues pròpies llengües. La norma continua vigent fins als anys 1970.

### Les evolucions tècniques de la dècada
L’any 1963 Londres acull el festival. La BBC, que vol remuntar en imatge, estrena dues sales diferents: els estudis TC3 i TC4. El primer estava dedicat a acollir la presentadora, el públic i la taula de vots, el segon, l'acústica amb els artistes i l'orquestra. Alhora es fan servir micròfons sospesos de manera a permetre una més gran llibertat de moviments als artistes. Esta tècnica donà lloc a rumors tenaços que parlaven d’un enregistrament previ, la qual cosa vulnerava la regla del certamen: veus i música en directe.
A més a més, es va millorar la producció del concurs. La càmera feia grans plans, tràvelings, sobreimpressions d’imatges i filtres animats. Tot això acompanyat d’una audiència estimada a 50 milions de persones. Problemes de directe, el portant-veu noruec es va equivocar en l’entrega de punts, habituat al mode d’atorgament de punts anterior. La repetició dels punts ja no atorgava 42 vots a Dinamarca. Davant d’això, la UER afig un delegat supervisor l’any següent, encarregat de vetllar per la bona atribució dels punts.
L’any 1965, la UER es veu obligada a utilitzar la xarxa d’Intervisió per a poder apropar-se als països de l’est, sobretot Iugoslàvia. Llavors el nombre d’espectadors creix vora els 150 milions. En acabar la dècada, la UER ja pot emetre en colors, tot i que només hi accediren pocs països (Alemanya Occidental, França, Holanda, el Regne Unit, Suècia i Suïssa).
El Festival de la Cançó es torna amb tot això un programa molt car de produir. Malgrat que produïx molts beneficis econòmics, molts països començaren a rebutjar acollir les edicions. S'havia determinat efectivament que qui guanyava havia d’organitzar l’edició següent. Per tant, Holanda es nega a organitzar el certamen l’any 1959, i, molts països faran el mateix als 1960 amb excuses de mal pagador. França, per exemple, adduïx que ja havia organitzat les edicions del 59 i 61, de manera que no volia tornar a repetir-ho. Mònaco, amb una televisió de pocs recursos, adduí que en ésser un microestat, no hi havia espai per a muntar un escenari grandiós. Quan l’any 1980 participa Israel al concurs, les excuses ja estan gairebé totes inventades. Gens temorosa, la televisió israeliana diu no poder posar-s'hi perquè el certamen coincidia amb el dia de commemoració de l'Holocaust jueu. A la majoria dels casos, la BBC es prestar a pal·liar les deficiències dels veïns europeus.

## Els anys 1970 a Eurovisió

### El boicot del 1970
L’empat del 1969 encara perviu a la memòria de les delegacions dels països que formen part d’Eurovisió. La UER canvia les normes i determina que si una o diverses cançons obtenen el mateix nombre de vots, es procediria a sentir-les novament i a una nova ronda de votacions. Si, així i tot, persistia l'empat, la victòria se l’emportarien novament els empatats. L’assumpte continua sense agradar. Portugal, Noruega, Finlàndia, Àustria i Suècia decidixen de boicotejar el certamen i no participar-hi.
L’any 1970 Holanda ha de reprogramar tot el concurs perquè li falten 5 països. Amb l’excusa s'inaugura un nou format que és el que perviu fins a l’actualitat. D'ençà del concurs comença sempre amb una seqüència de vídeo que presenta el país organitzador, la ciutat que l’acull i la sala de concerts en què s'organitza. Tot seguit entren els presentadors que acullen el públic. Fet això, comença la competició. Abans que cada país isca a cantar, s'emeten les cartes postals que són curtmetratges que presenten al públic el país que actuarà tot seguit.
A mesura que avança la dècada, els punts continuen presentant problemes. El jurat apareix per primer cop a la pantalla a través de la sala arrera que es muntava al costat de l'escenari. Les desavinences fan que s'introduïsca el sistema de votacions actual. Apareixen els cèlebres 12 points. El jurat ha de concedir 1, 2, 3, 4, 5, 6, 7, 8, 10 i 12 punts, la qual cosa permet evitar l'empat. Els primers 12 punts de la història del concurs foren atorgats a Luxemburg.

### El fenomen ABBA
En esta dècada els països que recullen més èxit són en este ordre el Regne Unit, França i Irlanda. Li seguixen molt de prop Espanya i Mònaco.
Però l’èxit més important fou el d’ABBA. El grup es presenta a Eurovisió l’any 1974 com a representants de Suècia. La UER autoritza per primera volta que es puguen presentar d’1 fins a 6 persones a l’escenari. Amb esta participació el quartet es transforma en una revolució per a la història de la música. Waterloo els permet guanyar i iniciar una carrera musical d’èxit. Amb pop i disco, els EUA descobrixen Suècia. El país és ignorat i amagat expressament pel món anglosaxó. Però les cançons d’ABBA són tan bones que de cop i volta tothom s'interessa per Suècia. Al país hi ha bons músics de manera que es comença a reclutar productors suecs per als èxits mundials. Suècia es torna sobtadament en un pol més de la música contemporània. Bona part dels hits que s'escolten a la ràdio hui encara han estat produïts per suecs. ABBA, per la seua banda, haurà aconseguit una carrera de més de 10 anys i vendre 400 milions d’àlbums arreu del món.
Waterloo és un precedent a Eurovisió. Guitarres elèctriques, una bateria i un piano a l’escenari. L'orquestra deixa de ser necessària. Benvinguts al segle XX. El rock, el moviment hippie i el disco han entrat de cop i volta a l’escenari. El món ja no és el mateix. La Revolució Sexual ha canviat les perspectives a la societat. De fet, Itàlia s'escandalitza perquè diu haver-hi un missatge subliminar a favor del divorci a la cançó Sì de la representant Gigliola Cinquetti. La música popular ha envaït el tarannà de la població. I ABBA, amb este so trencador, entra a Eurovisió per a canviar igualment el concurs.
La primera meitat de la dècada ja fa notar alguns canvis. Per exemple,
| - Àustria amb Marianne Mendt (Musik) - Malta amb Renato (Sining This Song) - Suècia amb Family Four (Vita Vidder) - Holanda amb Sandra & Andres (Als Het Om De Liefde) | - Finlàndia amb Marion Mung (Tom, tom, tom) - Noruega amb Bendik Singers (It’s Just a Game) - Iugoslàvia amb el bosnià Zdravko Colic (Gori Vatra) - Irlanda amb Maxi (Do I Dream?) - Alemanya de l'oest amb Joy Fleming (Ein Lied Kann eine Brücke Sein) |

Però, és clar, res de semblant a ABBA havia aparegut encara al plató d’Eurovisió. Waterloo és doncs una revelació. Europa s'actualitza. Mostra d’això la participació de The Shadows amb Let Me Be The One (Regne Unit). L'orquestra torna a desaparèixer per a donar espai a la banda. El grup, que ha sigut un èxit de vendes al món capitalista, ara enterra el pop clàssic al festival.
Els anys 1970 són doncs crucials. "S'ha acabat l'avorriment" (Jordi Ramos, 2023), Holanda copia Suècia l'any següent de la victòria d'ABBA amb Ding-a-dong, i guanya. Ara la televisió és de color i es poden veure un munt de per menuts. S'autoritza el ball alhora que s'amplien els països. Els candidats resolen innovar. Un pallasso a l’escenari quan actua Suïssa, (Peter, Sue & Marc, Djambo Djambo), ball quan actua Àustria (Schmetterlinge, Boom Boom Boomerang) i Alemanya de l’oest (Silver Convention, Telegram), una nova versió del cançoner infantil francès quan actua Luxemburg (Anne Marie B, Frère Jacques), etc. Els satèl·lits francesos insistixen amb la chanson française, que paradoxalment duu França a acumular 835 punts. Però cap al final de la dècada, Bèlgica (Dream Express, A Million In One, Two, Three), Mònaco (Laurent, Notre vie c'est la musique) i Suïssa (Pepe Lienhard Baud, Swiss Lady) han cedit.
Només cal comparar el vestuari d’un representant del 1976 (Àustria amb Waterloo & Robinson, My Little World) amb un altre del 1964 (Holanda amb Anneke Grönloh, Jij Bent Mijn Leven). Hi ha un abisme. Per tant, als 1970 Eurovisió tindrà actuacions estal·lars, pensades per a la televisió, això vol significar, ball, escenarització i disco, pop o rock. Un exemple, Alemanya de l’oest (Dschinghis Khan, Dschinghis Khan) o Suïssa (Peter, Sue & Marc, Trödler und Co). Això así, quedaran per als annals que per primera vegada dirigia l’orquestra dues dones, Monica Dominique (Suècia) i Nurit Hirsh (Israel), i que s'estrenava el playback instrumental.
El decorat mateix és una altra cosa. L’any 1970, tot preveient que s'emetria el concurs en colors, Roland de Groot s'inspira del modernisme per a presentar 5 barres horitzontals corbes i 7 esferes suspeses a l’escenari. S'acompanya l’efecte visual amb una passarel·la metàl·lica per la qual els artistes fan la seua entrada. Per a cada actuació, les barres i esferes es belluguen de manera diferent. S'obté igualment un bon joc de llums.
El concurs s'ha tornat tan comercial per a l’època que l’any 1976 una vaga a Suècia posa en perill la retransmissió d’Eurovisió. Vàries manifestacions s'apleguen als carrers per a denunciar que el pop clàssic amb les seues balades inacabables està desapareixent. La televisió pública sueca diu que s'absté d’organitzar novament el concurs i la UER modifica les normes de finançament. D’ençà cada televisió haurà de pagar una quota per participar-hi. La vaga torna a reproduir-se l’any 1977 al Regne Unit i Holanda. El festival haurà de retransmetre’s 5 setmanes amb retard.
Finalment, Julio Iglesias, èxit mundial, i Olivia Newton John, responsable de Grease, participen com a representants d’Espanya i el Regne Unit.

### La internacionalització d’Eurovisió
Per a poder participar a Eurovisió com a país cal ser membre actiu de la UER. Ara bé, l’organisme, amb ganes d’expandir-se, té membres associats que no poden participar a Eurovisió, però que gaudixen d’alguns beneficis de ser dins la UER. Cal pensar que la Unió organitza les retransmissions esportives dels mundials. Per tant, tot havent ampliat l’àrea de difusió als anys 1950 per interessos colonials, s'autoritza l’any 1972 a Hong Kong, el Japó, les Filipines, Taiwan i Tailàndia d’emetre el festival. En la mateixa línia, es discutix si autoritzar Xile d'emetre el festival. El país vivia llavors sota la dictadura de Pinochet i Suècia es va oposar a estendre el braç a una dictadura més. Però malgrat això, el festival serà retransmès via satèl·lit a Xile, Puerto Rico, Argentina, Brasil i la Unió Soviètica.
El concurs pareix internacionalitzar-se. Si més no este va ser l'argument de la televisió pública portuguesa per a convidar Angola a participar en les preseleccions. El país viu els darrers anys de dictadura feixista. El règim vol fer honor a les seues colònies. En efecte, ha passat gairebé tots els anys 1960 intentant retenir les independències de Moçambic, Angola o altres territoris colonials. És doncs amb la intenció de reprendre l’argumentari colonial que Portugal estén la mà a Angola.
Però estes no són les úniques ambicions colonials. França, que amplia el radi fins al Llevant, autoritza, amb el consens de la UER, Algèria, el Marroc, Tunísia i Líbia de retransmetre el festival. De fet, l’any 1978, també hi tindran dret tots els països del nord d’Àfrica fins al Llevant. Però eixe mateix any, Israel guanya el concurs. Durant l’actuació del país, totes les televisions llevantines emeten publicitat per a boicotejar-ne la retransmissió. Cap país de parla majoritàriament àrab reconix Israel. Tots estan en contra del genocidi que Israel inicià als anys 1960 contra la nació palestina. Per això mateix, quan guanya Israel (Izhar Cohen & Alphabeta, A-B-Ni-Bi), totes les televisions llevantines clausuren la retransmissió abans d’hora, de forma que la població àrab no va poder veure com guanyava Israel. La televisió de Jordània tingué encara més protagonisme. Augmentà el zoom de la càmera per tal que es veiera únicament el ram de flors. L'endemà, la premsa jordana publica que Bèlgica ha guanyat el concurs, quan havia quedat en segon lloc.
L’any 1973 la UER abolix la norma que obligava tothom a cantar en la seua pròpia llengua. El francès, tot i ser encara omnipresent al certamen, ha deixat d’enamorar els europeus. Només Noruega s'atrevix a cantar en francès i anglès (Bendik Singers, It’s Just a Game). Malta, que podria cantar en maltès, que hi canta, canta en anglès. L’imperi americà és en plena conquesta del món. La música angloxasona revoluciona el panorama musical. Tots els països capitalistes comencen a treure els seus propis grups de rock. L’anglès pren molt de pes i en este mateix context, molts països que participen a Eurovisió resolen cantar en anglès. Alemanya de l'Oest, per exemple, l’any 1976 (Les Humphries Singers, Sing Sang Song), però també Àustria (Robinson, My Little World), Finlàndia (Fredi & Ystävät, Pump-Pump), Itàlia (Al Bano & Romina Power, We’ll Live It All Again), Noruega (Anne-Karine Strom, Mata Hari), Holanda (Sandra Reemer, The Party’s Over), Bèlgica (Ann Christy, Gelukking zijn), Suècia (Lasse Berghagen, Jennie Jennie) o Suïssa (Peter, Sue & Marc, Djambo Djambo).
Comença un procés de canvi de cadires. Si l'Imperi colonial francès va ser el més fort al segle XIX, ara serà l’imperi americà qui en recollirà la força per al segle XX. Davant d’això es reintroduïx l’obligació de cantar en les seues pròpies llengües l’any 1976. El mateix any s'aplica la nova norma, però un any després només, es torna a prohibir de cantar en anglès. Els països que es neguen a cantar en anglès arguïxen llavors que amb l’anglès és més fàcil guanyar i això treia avantatge als qui apostaven per la pròpia llengua. I, de fet, tenen força raó. El francès, l'eslovè, el turc o el portuguès, com qualsevol llengua, no són melòdics, no pas perquè no ho siguen, sinó perquè els parlants d'altres llengües no hi estan habituats en no ser-ne les seues llengües pròpies. L'anglès, en canvi, passa a ser retransmès a totes les ràdios i televisions mundialment, a la força. Per tant, l’oïda d’un portuguès, eslovè, francès o turc està més avesada a sentir anglès i, d’esta forma, votarà més fàcilment a una cançó cantada en anglès. Tot això ens indica la força que pren l’anglès amb l’ascens dels EUA com a superpotència.
Luxemburg protesta. Fent-li la rosca a França, es queixa que a Eurovisió s'hi canta molt en anglès. Durant dues participacions, fa saber al públic que s'ha de cantar en francès. "As-tu compris l'importance de parler français ?", diu la cançó (Baccara, Parlez-vous français ?). El duet espanyol és una de les estrelles de la música disco als anys 1970 (Baccara, Yes Sir, I Can Boogie).

#### El Festival de la Cançó de Sopot
Tot i haver abandonat l'Eurovisió comunista als anys 1960, les ganes de refer l'experiència hi són. Dins el bloc comunista torna Intervisió, però ja no es dirà així, ni es farà a Txecoslovàquia. En esta dècada, Władysław Szpilman, pianista jueu supervivent de l'Holocaust, posa de part seua per tal que la televisió polonesa organitza un Eurovisió comunista mitjançant l'OIRT (Organització Internacional de Ràdio i Televisió). El festival tindrà força èxit, però no s'emetrà a l'oest. Exisitix un mur de so que tampoc no permet fer passar música. Però d'este cop, el festival perdura en el temps i acull, com a l'edició anterior, països capitalistes de dins com de fora d'Europa. Prova d'això la participació del català Peret l'any 1968.
A Amèrica del Sud, en paral·lel, s'hi obre el Festival OTI de la Cançó, una rèplica més d'Eurovisió, però a la llatinoamericana.

### Els favoritismes de la UER
Malta, Israel, Grècia i Turquia són els nous països que participen en esta dècada a Eurovisió. Liechtenstein, per la seua banda, preveu participar l’any 1976 amb Biggi Bachmann (Litttle Cowboy), però la candidatura es va haver de retirar perquè el microestat no posseeix cap televisió pública i per a participar a Eurovisió s'ha de ser una televisió pública. Ara bé, la televisió luxemburguesa, RTL, de capital privat, participa a Eurovisió des del seu naixement i mai no ha sigut una empresa pública.
La participació de Liechtenstein posa doncs llum als favoritismes de la UER. El més sonat és Israel. El país, que no és europeu, participa l’any 1973 amb un ambient escalfat. L’any anterior un grup d’activistes palestins va assassinar dos atletes israelians als Jocs Olímpics de Munich. Prengueren 9 ostatges per a reclamar l’alliberament d’un centenar de presos palestins. La tensió va ser màxima i l’any és força recordat a la història dels Jocs Olímpics. Amb este precedent molt recent al cap, Israel participa a Eurovisió amb por. Si més no, la propaganda ho va vendre d’esta manera. La cantant israeliana (Ilanit, Ey Sham) va actuar, segons es va dir a l’època, amb una armilla anti-bales sota el vestit. No se sap si és mentida o veritat, però Israel té l’habitud de simular una manca extrema de seguretat quan hi ha alguna manifestació propalestina, per molt pacífica que siga. El festival va requerir doncs mesures de seguretat.
La presència d’Israel a Eurovisió permet al país emetre propaganda a favor seu. És responsable efectivament del genocidi que comet contra Palestina. Però els EUA, França i Anglaterra li proporcionen suport, que vol dir, armes. Per tant, pot anar colonitzant territori aliè i muntar una nació ètnica que rebutja l’àrab. Així les poblacions àrabs que viuen a Israel són marginades, així com el país mai no ha participat a Eurovisió en àrab. Tot en hebreu.
L’any 1977 Tunísia romia participar a Eurovisió, però se’n desdiu perquè no vol compartir escenari amb Israel. L’estat hebreu aconseguïx amb tot això netejar la seua imatge. L'any 1978 Israel guanya Eurovisió. La cançó guanyadora es torna un hit (Ihzar Cohen & Alphabeta, A-Ba-Ni-Bi) als països capitalistes. L'any següent el país ha d'organitzar el certamen, en un mes de març, perquè s'hi concentra una manifestació de jueus ultraortodoxos. Estan en contra del concurs perquè se celebra durant el sàbat, però Israel els permet de fer tot allò que vulguen. D'extrema dreta, els jueus ultraortodoxos viuen al seu propi barri, on poden excloure'n les dones i tot tipus de personsa que no conjugue amb el seu mode de vida, comparable a tot islamisme.

### La fi de la dictadura grega
Els anys 1970 són tensos entre Grècia i Turquia. Els dos països viuen en dictadures, però el primer es veu obligat a abandonar el feixisme i unir-se a les democràcies liberals. La dictadura dels coronels cau i Xipre esdevé el centre de les tensions. L’any 1973 diverses universitats s'omplen de protestes d’estudiants poc contents amb el règim. Georgios Papadópulos, líder dels coronels, és destituït. El seu substituït perpetua la dictadura, però amb les espatlles amples del suport que li conferixen els EUA i Anglaterra, decidix de provocar un cop d’estat a Xipre, la qual cosa és resposta per Turquia. L’exèrcit turc envaïx llavors el 40% del territori xipriota.
L’any 1974 Grècia debuta a Eurovisió (Marinella, Krasi thalassa ke t’agori). D’acord amb les tensions amb Turquia, el país presentarà sempre música tradicional grega (Maria Koch, Panagia mou), qüestió de mostrar-se una nació a banda, cristiana i diferent de Turquia, qui al seu torn participa per primer cop al festival l’any 1975 amb música tradicional turca (Nilüfer i Nazar, Sevince), per a fer gala del seu passat otomà.
Els dos països busquen les tensions al festival. El concurs servix per a fer-se la guerra d’una altra manera. Així, l’any 1975, quan Turquia envaïx Xipre per a socórrer els turcòfons que hi viuen, Grècia es desdiu d’Eurovisió com a signe de protesta. El país considera que Xipre forma part de Grècia. La cantant turca (Semiha Yanki, Seninle Bir Dakika) no arreplega gairebé cap vot. Només Mònaco li atorga 3 punts. Potser perquè el país es va ofendre, Turquia abandona el concurs l’any següent, moment en què torna a participar Grècia.
L’enemistat no impedix que tots dos coincidisquen l’any 1978. Tant Turquia com Grècia resolen participar alhora al Festival d’Eurovisió, però, és clar, Grècia no atorga cap punt a Turquia. De manera que per a la resta de la història del concurs, Turquia i Grècia es busquen a través dels vots. Una vegada et voto, l’altra no. No és fins als 1990 que Grècia vota finalment a Turquia.
Però la qüestió entre Turquia i Grècia és encara més enrevessada. Turquia no és un país europeu de forma que si es volia fer d’Eurovisió un Festival de la Cançó Europea, és evident que no s'aconseguïx. Però a este joc, molta premsa europea busca i rebusca els arguments per tal de fer de Turquia un país europeu. Així doncs la frontera de Turquia fins a Rússia no estaria ben delimitada. Passa que la mar Egea i la mar Negra són punts estratègics a nivell militar, comercial i petroler. Turquia veu així doncs com Occident li obre les portes a organismes com l'OTAN o el Consell d'Europa.

### Prohibit de cantar en gaèlic irlandès
L’any 1972 catorze morts, catorze ferits i dotze tirs contra soldats foren el nombre de víctimes que col·lapsaren la premsa mundial. A Derry (Irlanda del nord) les tropes britàniques es preparen per al linxament després de saber que l'IRA operava a la zona. Des del 1971 que Ulster és el centre de violències de carrer molt intenses. Els sud-irlandesos volen desfer-se de la discriminació a la qual és subjecta la minoria catòlica d’Irlanda del nord.
El Bloody Sunday repercutix llavors a Eurovisió. Irlanda s'atrevix a presentar-s'hi amb una cançó en irlandès, signe de menyspreu cap a l'anglès, llengua introduïda a la força per part dels anglesos quan colonitzaren Irlanda.La suposada unitat britànica s'esberla de cop i volta. Anglaterra s'escandalitza perquè no accepta que Irlanda, estat independent, tinga la valentia de cantar en una altra llengua que no siga l’anglès.
L’acte d’insubmissió no fou ben rebut tampoc per la UER. No cal dir que Anglaterra fa servir la UER per a parlar en comptes d’ella. Irlanda no retira les pretensions i canta en irlandès. Durant l’actuació de Sandie Jones (Ceol an Ghrá), representant irlandesa, varen sonar petards i bombes fètides a l'Usher Hall d‘Edimburg (Escòcia), on s'organitzava el concurs. La intenció era boicotejar el festival.
Si els europeus ho havien oblidat, quedava un cop més força clar que la Gran Bretanya no era una nació, sinó un conjunt de nacions sotmeses a Anglaterra. Però d’això rai, Anglaterra sempre s'ha servit del concurs per a donar la imatge d’una única nació que canta britpop mentre balla amb l'Union Jack.

### La Revolució dels Clavells i la Transició Espanyola
Els 1970 són moguts políticament. Exemple d’això la península Ibèrica. Els dictadors Franco i Salazar moren. A Portugal l'armada ix als carrers de Lisboa per fer caure el règim. A Espanya s'hi orquestra una transició democràtica a partir del rei Joan Carles I.

Portugal comença la dècada amb una participació polèmica. Fernando Tordo (Tourada) canta l’any 1973 una cançó contra la tauromàquia. L'Espanya de Franco  s'escandalitza. És un atac a la mitologia espanyolista. Espanya ha de ser castellana i taurina per al dictador, així com per als seus successors en democràcia. 
La cançó és clarament política i això està prohibit per la UER. L’òrgan no vol fer del festival un concurs polític. Tanmateix, només el fet de posar països en competició fa del certamen un concurs polític. La UER vetlla de controlar les cançons que s'hi presenten. El missatge polític està prohibit, però a la història del concurs, s'han autoritzat cançons polítiques perquè anaven en contra d’algun enemic de l'Aliança (Vesna, My Sister's Crown) o perquè simplement les metàfores no deixen prou clar que són cançons protesta (Ruslana, Wild Dances).
I, de fet, no cal que hi haja contingut polític. L’any 1974 Paulo de Carvalho representa Portugal al Festival de la Cançó. Com és habitual per a este país, queda a les darreries de la taula de vots. Tanmateix, cançó d’amor, a Portugal es tornarà en un himne. L’armada ha pactat amb una ràdio. A les 22:55 exactes, el canal de ràdio haurà d’emetre E depois dos adeus. Seria el senyal que posaria l'armada als carrers i faria caure la dictadura feixista. Dit i fet, ixen als carrers milions de portuguesos que, amb clavells a les mans, volen contribuir a fer caure el feixisme. El 25 d’abril, data del cop d’estat, es torna el dia en què la música a Portugal fa un canvi de 360 graus. Durant tota la Revolució dels Clavells la música acompanya el poble. Expressa l’alegria de veure’s alliberat d’una dictadura de 48 anys.
A Espanya les coses van d’una altra manera. Peret, l’inventor de la rumba, ha de presentar-se a Eurovisió perquè no volia allistar-se a l'exèrcit, obligatori per a tot baró major d’edat. És una representació orquestrada. Peret no hi feia res a Eurovisió, simplement complia el tracte amb què havia arribat amb el règim. La dictadura franquista té els dies comptats i per això els carrers s'escalfen com més va més. Als Països Catalans isquen milions de persones que demanen “Amnistia i estatut d'autonomia”. La resistència al règim ja no s'amaga. Debilitat, el feixisme espanyol sentencia a mort l’últim pres polític, el català Salvador Puig i Antich. Peret no vol netejar la imatge d’Espanya i rere càmeres, discutix sobre si anar-hi o no. Està amenaçat de mort. No vol pas cantar mentre s'executa a Puig i Antich. Cedix i l’any 1974 l'Europa capitalista l’acull amb Canta y sé feliz. És rumba, un ritme potent que fa de Peret una estrella internacional. La rumba catalana esdevé llavors el signe d’expressió de la nació catalana. La dictadura cau definitivament.

## Els anys 1980 a Eurovisió

### La caiguda d'audiències del Festival d'Eurovisió
La dècada dels 1980 és dura de viure per al Festial d'Eurovisió. Les audiències en general baixen de forma dràstica. Portugal, Espanya, França, Bèlgica, Regne Unit o Dinamarca deixen de mirar Eurovisió. El festival ja no és d'interès per al públic. Diversos motius expliquen esta decadència.
En primer lloc està l'arribada de canals privats a alguns països capitalistes. L'oferta s'engrandix i la població pot triar. Com que els nous canals són la novetat, les cadenes públiques ja no tenen la mateixa audiència. Molts canals nous es poden veure mitjançant el satèl·lit i malgrat que la UER s'hi adapta proposant Eurovisió via satèl·lit, és evident que els canals privats tenen millors continguts. Cal pensar que el gran èxit d'Eurovisió durant els anys 1950 i 1960 es deu al fet que la televisió encara està en evolució i bona part del dia els canals estan tancats. Un concurs com Eurovisió aporta llavors audiència perquè és l'única cosa interessant que es pot veure a la televisió.
En segon lloc està la distància que pren Eurovisió amb la música comercial. Els països que hi participen no s'adapten a les tendències del món capitalista. El pop sintètic fa estralls allà on passa. El rap, el hard rock, el glam rock o el heavy metal són gèneres de música trencadors que conquerixen les llars més joves. És l'època de Madonna, Michael Jackson, Queen o AC/DC. Eurovisió, davant de tot això, pareix un concurs elitista. L'orquestra encara hi sona. La premsa i el públic li giren l'esquena.
També, el públic se n’adona que Eurovisió és politiqueig. Els punts són atorgats segons els interessos polítics de cada país, els artistes són triats segons els interessos de cada país, la UER fa el vist-i-plau a cançons polítiques quan li convé, etc. Els vots estan trucats i el públic crida molt contra l’ensarronada. Eurovisió és política, prova d'això la participació alemanya del 1982 que feia una crida a la pau davant la guerra entre el Regne Unit i l'Argentina per les Maldives.
En darrer lloc hi ha l'arribada d'MTV. El canal de televisió revoluciona el consum de música en la història de la música. És dinàmic, innovador i hi desfilen totes les estrelles del pop o del rock. Els artistes de gran renom abandonen Eurovisió. El festival s'havia habituat a tenir-hi grans estrelles de la música. Exemple d'això Olívia Newton-John als anys 1970. Però, és clar, ara qui catapulta els artistes a l'èxit és MTV. Eurovisió ja no és interessant per a les discogràfiques.
És interessant remarcar com l'any 1984 la televisió pública espanyola retira l'emissió d'Eurovisió de La 1 per a emetre-la en un segon canal, simplement perquè hi havia partit de futbol i TVE no volia perdre l'audiència esportiva. A més a més, Holanda, Grècia, Itàlia, Israel, etc, no saben si quedar-se o anar-se'n. Marxen, tornen i marxen de nou. Malta i Mònaco es retiren.
Esta decadència dura fins al 1999.

### La devallada de França i el Regne Unit
En esta dècada els països que recullen més èxit són en este ordre Alemanya de l'oest, Suècia i el Regne Unit. Li seguïxen de prop Irlanda i Suïssa. És el primer cop que França no es troba al capdamunt del medaller. El descens francès és tant dràstic que fins i tot la presentació d'Eurovisió comença a fer-se en anglès. D'ara endavant el francès i anglès seran les llengües oficials del festival, tot i que el francès és tant poc present que només s'escoltarà durant l'atorgament de punts. El Regne Unit, per la seua banda, assumix la seua primera derrota. Ja no és el primer país del medaller eurovisiu. Suècia i Alemanya de l'oest li han pres el lloc. Irlanda puja considerablement de posició. El país no ho sap encara, però és l'inici de la seua decadència a Eurovisió.
L'any 1981 el Regne Unités xiulat pel públic per primer cop. No és llavors la primera vegada que es xiula a un país. Itàlia va ser xiulada efectivament als 1960. Però este cop, potser, la xiulada va ser més consistent, però sobretot, més parladora d'una mentalitat fora d'època. La victòria del país al concurs l'any 1981 (Bucks Fizz, Making Your Mind Up) és titllada d'artificial. És a dir, un nombre important d'observadors critiquen la poca qualitat vocal dels intèrprets i denuncien igualment que la cançó és enganxosa. S'acusa el país d'haver triat un grup pel seu físic. Dit altrament, hi ha qui vol fer del festival un retorn al passat amb poc ball, balades i decorats monòtons. Resulta que quan Madonna està trencant tabús amb cançons apujades de to arreu del món capitalista, a Luxemburg se li acut presentar-se a Eurovisió amb una cançó infantil (Sophie & Magali, Le papa pinguoin) i ningú no se'n queixa. Els Bucks Fizz foren número 1 de les vendes i aconseguiren esgotar 4 milions d'exemplars dels seus discs. Marcaren la tendència, ara a Eurovisió s'hi veurien grups de música.
El país tornarà ser xiulat a Luxemburg l'any 1984 després que un matx de futbol acabara amb hooligans al públic eurovisiu.
Hi ha països a qui els agrada molt esta monotonia. És el cas d'Itàlia (Alan Sorrenti, Non so che darei), França (Jean Gotilou, Humanahum) o Espanya (Paloma San Basilio, La fiesta terminó).Però hi ha països que no contranstant això hi veuen més lluny i no xiulen perquè una cançó és enganxosa. Són els que marquen la dècada. El concurs s'omple efectivament de pop sintètic. És el cas de,
| - Dinamarca (Brixx, Video Video) - Holanda (Bill van Dijk, Jij en ik) - Regne Unit(Sweet Dreams, I’m never giving up) - Àustria (Westend, Hurricane; Gary Lux, Kinder dieser welt) | - Luxemburg (Sophie Carla, 100% d'amour; Plastic Bertrand, Amour amour) - Bèlgica (Sandra Kim, J'aime la vie) - Portugal (Dora, Não sejas mau pra mim) - Turquia (Klips ve Onlar, Halley) - Irlanda (Kiev Connolly & The Missing Passengers, The real me) |

Espanya decidix adaptar-s'hi finalment amb un grup de la Movida Madrilenya (Valentino, Cadillac).
El programa es torna molt vuitanter. Es pot apreciar això a les balades com ara al Regne Unit (Vikki, Love Is; Ryder, Runner In The Night), Suïssa (Mariella Farré & Dino Gasparini, Piano piano), Noruega (Kate Gulbrandsen, Mitt Liv; Ketil Stokkan, Romeo) o Itàlia (Luca Barbosa, Ti Scrivo).
S'aprecia igualment els ritmes vuitanters a,
| - Noruega (Bobbysock, Lat det swinge) - Israel (Yizhar Cohen, Ole Ole) - Islàndia (CIY, Gleðibankinn) - Xipre (Alexia, Mavro) - Grècia (Bang!, Stop) | - Iugoslàvia (Movi Fosili, Ja sam zaples) - Dinamarca (Hot Eyes, Det' Lige det; Hot Eyes, Sku' du spör' frer no'em) - Finlàndia (Sonia Lummer, Eläköön elämä) - Portugal (Da Vinci, Conquistador) - Alemanya de l'oest (Hoffmann & Hoffmann, Rücksicht) - Irlanda (The Duskeys, Here Today Gone Tomorrow) |

Els vuitanta són tant marcats que els vestuaris han adoptat els looks pop com es pot apreciar a la representant de Suïssa, Carol Rich (Moitié, moitié), o al decorat de l'any 1988. Eixe any la televisió pública irlandesa, que organitza el concurs, vol adaptar-se a la informàtica, que tot just se'ns aparïx al mercat gràcies als videojocs i resol de canviar la taula de vots per un sistema digital. Alguns països com Suècia entenen ràpidament l'avantatge de treure uops al mercat i si no ho fan amb uops pròpiament, sempre poden fer-los passar per uops (Herreys, Diggi-Loo Diggi-Ley).
A banda del pop sintètic, el rock aparegué per primera volta al programa gràcies a,
| - Suècia (Tomas Ledin, Just nu) - França (Profil, Hé hé m'sieurs dames) - Irlanda (Linda Martin, Terminal 3) - Finlàndia (Kojo, Nuku pommiin) |

Potser els canvis més moderns ens l'anunciaren Portugal amb l'arribada del playback (Carlos Paião , Playback),Dinamarca que anunciava la potència d'MTV (Brix, Video Video) o el fet que es cantava per primer cop amb micròfons sense fils. Tot i això no cal deixar de banda que Finlàndia s'atreví amb reggae (Riki Sorsa, Reggae Ok), Suècia amb ritmes llatins (Lotta Engberg, Boogalo) i Portugal amb la primera girlband (Doce, Bem bom). El toc de jazz vingué de Suècia (Chips, Efter Dag).
Dues estrelles internacionals indiscutibles que es varen revelar a Eurovisió foren la quebequesa Céline Dion que va cantar per a Suïssa (Ne partez pas sans moi) i la francesa Lara Fabian, representant de Luxemburg (Croire).
Malgra tot plegat, el concurs es fa etern. Hi ha més països, que vol dir, més hores d'enregistrament. La UER s'amoïna i limita la participació d'Eurovisió a 20 estats només per a no avorrir el públic. El festival arriba a les 3 hores d'emissió.

### Prohibit de fer participar menors d'edat
L'any 1986 Bèlgica envia una menor d'edat al concurs. Sandra Kim canta J'aime la vie. La delegació declara que té 15 anys, però la realitat és que en tenia 13. El país pensa apostar bé, però té por. Potser el públic s'ho pot prendre malament. Es pot arribar a considerar explotació infantil o com a molt, es podria argumentar que participar-hi amb nens és fer enganyifa perquè un nen és sempre més dolç i aconseguïx punts.
No és pas la primera vegada que això passa a l'euro-festival. L'any 1969 Mònaco s'hi va presentar amb Jean-Jacques, de 12 anys només. No sembla pas que l'actuació haguera enfurismat més del compte. D'ençà ningú no s'havia tornat a atrevir a presentar un menor d'edat.
Suïssa, molesta, fa una sol·licitud a la UER perquè disqualifique a Sandra Kim. La queixa no tindrà molt de recorregut, bé que a la fi, la UER prohibix explícitament al reglament l'any 1990 de fer participar menors de 16 anys.

### La independència de Xipre en qüestió
Als 1980 participen nous països a Eurovisió: Islàndia, Xipre i el Marroc. El Marroc hi participa l'any 1980 amb Samira Bensaïd (Bitaqat Khub), però ho deixa l'any següent perquè no vol participar en un concurs en què hi haja Israel. Serà la primera vegada al festival en què s'hi sentirà cantar en àrab i islandès. La participació coincidix amb la retirada d'Israel que en eixe any no va voler organitzar el concurs, tot i haver-lo guanyat l'any anterior, perquè se celebrava el dia de l'Holocaust jueu. Excusa oficial: no hi ha pressupost.
Però la guerra amb altres mètodes més sonada de l'època es va generar a Grècia. Xipre, illa grega amb una gran proporció de població turca (18%), accedïx a l'autodeterminació del Regne Unit als anys 1960. El país, que accedix al Consell d'Europa, hauria d'haver integrat Grècia llavors, però està repartit en dos territoris diferenciats, la qual cosa s'agreuja des de la invasió turca i grega de l'illa als anys 1970. Dues repúbliques s'auto-proclamen independents: una de turca, del costat turc i l'altra de xipriota, del costat grec. La Comunitat Econòmica Europea només reconix la república xipriota, de manera que la comunitat internacional fa la mateixa cosa. La república turca queda aïllada i només és reconeguda per Turquia que hi dona tot el suport logístic per a sobreviure.
El conflicte repercutix al certamen. Xipre només hi participa en grec, amb música contemporània, sense fer cap referència a les tradicions i cultura truques. La república auto-proclamada truca de Xipre no existix per a Xipre ni per a Europa. Tot es fa en grec i dins la tradició grega. De fet, Grècia i Xipre decidixen votar-se mútuament per a queixar-se de la divisió de l'illa, però també del fet que Xipre no ha integrat Grècia. Així tots dos s'atorguen 12 punts a cada edició. Un joc que dura fins als anys 2020. Xipre tampoc no vota a Turquia.
La qüestió xipriota s'explica pels llits marins. Turquia i Grècia es disputen l'autoritat sobre els llits marins des de les seues dues independències. Xipre és una illa que està molt a prop de Turquia i que trepitja els llits marins turcs, raó per la qual Turquia considera que l'illa és seua. Però els britànics no volen deixar-la a mans de Turquia, com tampoc no volen que Grècia se n'apodere.

### Última dècada de propaganda
L'any 1980 és la mort del dictador comunista Tito. Les coses comencen a anar profundament malament a Iugoslàvia. Els serbians inicien una política de centralització i serbianització molt pronunciada que no agrada a Croàcia, Eslovènia o Kossovo. Esta darrera autonomia es veu objecte de persecució. El règim vol desfer-se'n físicament.
El país cau progressivament en una guerra que vessa sang i desintegra Iugoslàvia. A Eurovisió, en canvi, el règim hi continua emetent propaganda. Les propostes iugoslaves semblen totes capitalistes. En efecte, proposa pop sintètic, prohibit a la Unió Soviètica. Els looks, les cançons i els cantants no pareixen comunistes. No s'adiuen amb la realitat del país que deixa la població a la misèria.
L'any 1989 Iugoslàvia guanya Eurovisió (Riva, Rock Me). L'any següent el país organitza el certamen. En serà l'últim cop. Després d'això Iugoslàvia deixa d'existir. S'autodeterminen les diverses nacions que componien el conjunt iugoslau. L'any 1990 és complicat per a la televisió pública de Iugoslàvia. Les cartes postals foren caríssimes de pagar. El pressupost inicial s'acaba depassant àmpliament. Es necessiten treballadors en negre per a fer funcionar el programa. Els mitjans de comunicació iugoslaus es queixen que els dirigents de l'ens públic deixen diners immensos en el concurs mentre el país travessa una crisi econòmica descomunal.
Però Iugoslàvia s'entossudix de voler vendre el somni d'un país modern, comunista i unit. Per això fa crear la primera i única mascota del concurs, l'Eurocat. Es tracta d'un gat antropomòfic, dibuixat pel caricaturista Josko Marusic. Però els esdeveniments polítics ja són a la porta. Almenys 5 cançons fan referència a la caiguda del mur de Berlín. Exemple d'això Àustria (Simone Stelzer, Keine Mauern mehr) i Noruega (Ketil Stokkan, Brandenburger Tor), que parlen de la caiguda del mur, Finlàndia (Beat, Fri?) que parla del final oficial de la Guerra Freda, Alemanya (Chris Kempers & Daniel Kovac, Frei zu leben) que parla de la democratització d'Europa i Itàlia (Toto Cutugno, Insieme) que es referix a la unificació del continent amb la Unió Europea.
Es torna doncs la darrera dècada en què Alemanya participa com a nació dividida.

#### La unitat belga s'esberla
L’any 1987 el país, que ha d’organitzar el concurs en haver-se emportat la victòria l’any anterior, té problemes amb la televisió pública flamenca. L'RTBF desitjava que totes dues televisions públiques organitzaren el certamen per tal de donar una imatge de país unit.Però aparïxen ràpidament les discrepàncies, visibles en els presentadors, en l’entradeta del xou, etc. La BRT es retira i l’RTBF, televisió pública valona, ha d’assumir l’organització tota sola. El pressupost quedà salvat perquè per primer cop hi hagueren patrocinadors, però l'estat-coixí insistix, són poques les vegades en què s'hi presenta en neerlandès i cap ni una en alemany.

## Els anys 1990 a Eurovisió

### La por a l'empat del 1969
El boicot del 1970 degut a l'empat del 1969 torna a planar l'any 1991. Suècia i França (Amina, Le dernier qui a parlé)obtenen totes dues 146 punts. Els batecs són a l'aire, el públic s'espera que el supervisor procedisca a desempatar sense que això derive en un nou boicot per manca de previsió.Aleshores Itàlia organitza el programa. Ha decidit dur Eurovisió al Teatre Aristó de Sanrem per a fer honor a la idea inicial que permeté la creació del Festival Europeu de la Cançó. Però la Guerra del Golf i la Guerra de Iugoslàvia prenen Itàlia de cop i ha de traslladar l'escenari a Roma.
S'aplica el nou reglament introduït l'any 1989. Es procedix a dilucidar qui ha rebut 12 punts de més, però resulta que tant França com Suècia n'han rebut tots dos d'igual quantitat, quatre en concret. Fet això, es torna a procedir amb el mateix mètode, però amb els 10 punts. Suècia aparïx llavors com a vencedora perquè contràriament a França, que només havia rebut dues vegades 10 punts, Suècia n'havia rebut unes 5 vegades.
El desempat no ha agradat. Torna una nova controvèrsia en relació als punts. Els mitjans de comunicació fan planar la idea d'un frau de vots. Hi hauria hagut trucatge de votacions. La delegació francesa, gens convençuda pel procediment de desempat, estima llaovrs que merix la victòria. La controvèrsia té explicació. La modificació del reglament no fou publicitada adequadament i quan França i Suècia empataren, paregué que la supervisió de la UER s'havia tret de la butxaca una nova norma per a desempatar. Suècia conserva la victòria (Carola, Fångad Av En Stormvind).

### L'edat daurada d'Irlanda
El medaller d'esta dècada és difícil d'establir perquè els canvis constants en la participació del programa fan que països que normalment reben força punts es queden a la cua. Això no obstant, es podria dir que els països que reculliren més èxit foren en este ordre, Irlanda, Regne Unit i Malta. Li seguïxen de prop França i Suècia. De les noves incorporacions fruït de l'esclat del comunisme, els països que millor s'estrenaren foren en este ordre, Croàcia, Polònia i Estònia. De les pitjors estrenes, tenim en este ordre Macedònia, Lituània i Eslovàquia.
Irlanda organitza el concurs ni més ni menys que 6 vegades i, com si no tinguera suficient bona xamba, guanya Eurovisió 4 vegades, de les quals 2 són seguides. En efecte, és l'edat daurada d'Irlanda. Després d'això ningú més no votarà tant el país. L'any 1992 Linda Martin (Why Me?) aporta una victòra que es repetix l'any 1993 (Niamh Kavanagh, In Your Eyes), l'any 1994 (Paul Harrington & Charlie McGettigan, Rock'n'roll Kids) i l'any 1996 (Eimear Quinn, The Voice).
Si els 1980 foren molt vuitanters, els 1990 no foren gens noranters. Hi ha un distanciament molt agut de la música popular d'època. Els grunge amb Nirvana ha fet un gran forat, el britpop posa en competició a Oasis i Blur, el dance, el techno i el house són una gran innovació aleshores i el hip hop pren més i més rellevància. Cal recordar com Will Smith recull un èxit impressionant amb Miami. Les grans veus ixen de l'armari gràcies a Mariah Carey i Whitney Houston. Finalment, el pop es renovella de dalt a baix gràcies als Backstreet Boys i les Spice Girls.
A Eurovisió, en canvi, s'hi escolta pop vuitanta, balades totalment allunyades del pop d'època, molt properes als 1980, i poca cosa més. Hi ha una gran pobresa musical. Les audiències són les més baixes de la història. Els nous països que entren a formar part del programa no innoven gaire. Les veus que es presenten a Eurovisió tampoc no són res d'extraordinari en comparació a una Whitney Houston. L'únic so que es pot encaixar amb l'r&b dels 1990 el presentà el Regne Unitl'any 1995 (Love City Groove, Love City Groove).
Així i tot cal posar èmfasi sobre les primeres participacions de Bòsnia-Hercegovina (Fazla, Sva bol svijeta), Croàcia (Put, Don't ever cry), Eslovènia (1X Band, Tih dezeven dan), Eslovàquia (Tublatanka, Nekonecna piesen), Estònia (Silvi Vrait, Nagu merelaine), Hongria (Friderika Bayer, Kinek mondjam el vétkeimet?), Lituània (Ovidijus Vysniauskas, Lopsine mylimai), Polònia (Edyta Górniak, To nie ja!), Romania (Dan Bittman, Dincolo de nori), Rússia (Youddiph, Vyechnyy strannik) i Macedònia (Kaliopi, Samo Ti).
Un cas particular dels 1990 a Eurovisió fou França. Al país l'extrema dreta millora les xifres rècords electorals ateses per primera volta als 1980 i després de la post-guerra. A nivell migratori hi ha canvis notables. La població ibèrica i italiana que havia omplert el país a la post-guerra s'ha aturat a favor de l'immigració magrebina. El partit d'extrema dreta Front National (avui Reagrupament Nacional) s'hi munta en contra. El govern mateix diu no poder acollir "la misèria de tot el món" [trd.], cosa que subratlla encara més el discurs racista. De resultes, ixen les primeres manifestacions anti-racistes de la història de la post-guerra. Per a molts joves francesos, "la joventut emmerda el Front National" [trd.], així mateix es canta en molts concerts de Bérurier Noir. En un ambient generalitzat de no voler estigmatitzar ningú i obrir-se als nouvinguts, molts mitjans promouen la tolerància.
La participació de França a Eurovisió als anys 1990 és veritablement una demostració d'això mateix. Joëlle Ursull (White and Black Blues) l'any 1990 és la primera participació que promou la tolerància o que vol demostrar que França és un país tolerant. Cantant de color negre, li succeïxen tot al llarg de la dècada més cantants negres, la qual cosa representa un gran salt per al festival, habituat a ser un concurs de cançons blanques per a públic blanc. D'ençà que el concurs s'obre a la població de color negre i s'hi presenten cançons molt més adients a una societat variada. Per exemple, Portugal envia a Sara Tavares amb Chamar a música. Espanya fa la mateixa cosa amb Serafin Zubiri (Todo esto es la música), de nacionalitat basca, tot i que la tolerància en este cas no incidix en el color de la pell, sinó en el fet que el cantant no hi veu.
Dins esta mateixa línia, França canta en cors (Patrick Fiori, Mama Corsica) i bretó (Dan Ar Braz & L'Héritage des Celtes, Diwanit Bugale), tota una exclusiva vist el llarg historial de persecussió de llengües nacionals que no siguen el francès. Cas diferent és haver cantat en haitià (Kali, Monté la riviè), reivindicació colonial.

### L'IRA vol atemptar contra el concurs
L'any 1996 la tensió és màxima a les illes britàniques. Irlanda acull el festival d'Eurovisió, però no preveu que a l'última hora, quan tot està previst per a començar, l'IRA envie un missatge codificat al Point Theatre, que acull el certamen, on s'hi indica que una bomba explotarà com a unèsim acte de protesta per la divisió d'Irlanda. Amb la tercera victòria, l'RTÉ ha de demanar ajuda perquè no té pressupost. La BBC proposa de traslladar el programa a Belfast on les dues cadenes s'encarregarien d'organitzar el festival.
El servei de seguretat es reunïx d'urgència i decidix de llançar igualment el directe. Una inspecció es posa en marxa per a certificar-se que cap bomba és dins el recinte. Durant la tarda, gossos i dectectors de metalls inspeccionen el Point Theatre. És només una amenaça per a infringir por. No és real. La notícia queda en silenci i només es revela a la premsa l'endemà.
No és per manca de patriotisme, l'any 1994 l'RTÉ resol que a l'interval del programa s'hi presentaran folc i claqué irlandesos. Es preveu igualment música celta amb l'ajuda del compositor Bill Whelan. Europa acull este espectacle amb molt d'entusiasme. És la primera vegada que s'emeten balls folclòrics a l'interval. Reflex de la bona acollida, el Riverdance es torna número 1 durant 8 setmanes a les llistes de vendes.
Al Regne Units'inicia llavors el procés de devolució de poders a les nacions del país. En efecte, Anglaterra resol que Escòcia, Gal·les i Irlanda del Nord tenen dret a recuperar la seua autonomia, cosa que es traduïx per la creació d'un govern propi i del restabliment dels parlaments. L'IRA, però, seguïx operant. Vol que Irlanda del Nord deixe de pertànyer a Anglaterra i que Irlanda es reunifique. Gens contenta, amenaça la seguretat del festival d'Eurovisió. Tot i el lot de mesures, el País de Gal·les i Escòcia no estaran autoritzades de participar a Eurovisió i hauran de limitar-se a brandar la bandera britànica.

### La dissolució de Iugoslàvia
Iugoslàvia s'acomiada del concurs i d'Europa amb 76 punts. La guerra esclata l'any 1991 quan Eslovènia, Croàcia i Macedònia es declaren estats independents. Iugoslàvia es presenta llavors amb Bebi Dol (Brazil). És la penúltima actuació. L'any següent és Bòsnia-Hercegovina qui declara la independència. Sèrbia ja no aconseguïx controlar tot el territori del país. L'ONU i els EUA ja hi han enviat tropes. Sèrbia es veu obligada de retirar la candidatura de Iugoslàvia. La darrera proposta iugoslava és Extra Nena amb Ljubim te pesmama. Cantada en serbià, com mana el règim.
De cop i volta la UER té problemes. Croàcia, Eslovènia i Bòsnia-Hercegovina sol·liciten participar a Eurovisió. L'òrgan ho veu com més avança el conflicte més clar. Caldrà integrar els nous estats agrada molt o poc. La UER és un projecte paneuropeu i amb la caiguda del mur de Berlín no pot desfer-se dels antics socis. En efecte, Croàcia, Eslovènia, Macedònia, Kossove, Sèrbia i Bòsnia-Hercegovina formaven part del concurs tot just un any arrere. No participaven com a estats a banda, però dins del conjunt iugoslau. No se'ls pot ignorar malgrat que això no agrade a Sèrbia. Resumidament, no pot tancar els ulls a la nova realitat que s'està dibuixant a l'est d'Europa, però veu que tindrà més països, és a dir, més hores de retransmissió, cosa no viable per al manteniment del programa en antena. La UER no pot tornar a emetre 3 hores de concurs.
L'any 1993 Croàcia, Eslovènia i Bòsnia-Hercegovina entren a Eurovisió. Sèrbia retira la candidatura iugoslava com a signe de protesta. La UER resol que els 23 participants del 1992 tenien la plaça assegurada per al programa del 1993, però que els 7 països que volien debutar hagueren de superar una ronda prèvia, en forma de semi-final, que es duria a terme uns mesos abans a Eslovènia. El concurs de pre-selecció duria el nom de Kvalifikacija za Millstreet (Qualificació per a Millstreet). Hi participen llavors Bòsnia-Hercegovina, Croàcia, Estònia, Hongria, Romania, Eslovàquia i Eslovènia. La victòria se l'emporten Bòsnia-Hercegovina, Croàcia i Eslovènia, primers participants l'any 1993 de l'ex-Iugoslàvia. La UER establix així un màxim de 25 països participants.
El sistema no agrada. Com que les independències van en contra de Rússia i el seu aliat serbià, la UER allarga fàcilment el nombre de membres no contrastant que les declaracions dels presidents de l'Europa de l'oest fan pensar que cap dels nous estats seran reconeguts com a països a banda. La realitat cau pel seu pes, la UER engrandix la participació a Eslovàquia, Estònia, Hongria, Lituània, Polònia, Romania i Rússia l'any 1994. És a dir, incorpora igualment països de la Unió Soviètica. Per al cas, es torna a canviar la dinàmica de pre-seleccions. Els 7 països que obtinguen menys punts són automàticament eliminats de l'edició del 1994. Bèlgica, Israel, Eslovènia, Dinamarca, Turquia, Luxemburg i Xipre quedaren a la cua i hagueren d'esperar fins al 1996 per a participar-hi de nou. Però Itàlia marxa inesperadament i es reincorpora a Xipre. Això permeté a Eslovàquia, Estònia, Hongria i Romania participar per primera volta a Eurovisió.
Les participacions al concurs es tornen una forma d'homologació al món. És a dir, es torna la manera de veure reconeguda la independència. En efecte, el reconeixement de les independències de Croàcia, Bòsnia-Hercegovina o Estònia triguen un temps a fer-se palpables. Eurovisió incorpora estos països abans que seguin a l'ONU.
L'any 1995 Itàlia i Luxemburg resolen de tornar mai més a Eurovisió. El sistema dels 7 eliminats es fixa i Suïssa i Eslovàquia no poden participar. És evident, el sistema no agrada. No és normal que un país amb dret legítim de participar al concurs es veja fora d'este perquè la UER ha decidit que només hi participaran 25 estats. L'any 1996, però, ja són 30 els nous països que volen formar-hi part. Llavors la UER decidix que només Noruega, país amfitrió, té la plaça garantida. La resta de països s'ha de sotmetre a una súper-semifinal on en quedarien eliminats 6. Eixe mateix any Macedònia fa la seua aparició, tot i que com a Ex-República Iugoslava de Macedònia. En efecte, Grècia no vol reconèixer Macedònia com a estat a banda perquè considera que la recent proclamada república és una regió de l'antiga Macedònia d'Alexandre el Gran. Dit d'una altra manera, considera que és territori hel·lè, però manen els EUA i tothom reconix el país. Bulgària no ho veu gens clar, considera que a Macedònia s'hi parla búlgar i per això hauria d'integrar-ne el país.
Cap televisió pública membre de la UER vol retransmetre aleshores la súper-semifinal. L'enfurismada és major. Els jurats decidixen sobre la base d'un àudio, els vots no són desvetllats i la transparència cau del daltabaix. Alemanya, Dinamarca, Hongria, Israel, Macedònia, Romania i Rússia queden sense poder participar. Com a protesta, Alemanya es retira, cosa que repercutix en el bon desenvolupament del programa. El certamen necessita finançament i la televisió alemanya conforma el bloc dels països que més diners aporten perquè Eurovisió siga una realitat. El pressupost s'abaratix i la celebració del concurs queda malmesa. La UER insistix i en lloc d'eliminar 7 països, només n'elimina 5. Se suprimixen les pre-seleccions i es fa una mitjana dels vots aconseguits pels 5 darrers de la taula de votacions. Per tal de recuperar la imatge, la UER introduïx el vot del públic. Ara mitjançant el telèfon analògic, el públic podrà votar al país que més li agrada.
Amb este nou sistema, Bèlgica, Eslovàquia, Finlàndia i Romania queden fora del concurs l'any 1997. Israel, un cop més, fa com Itàlia i Luxemburg: es retira. El pretext és el Dia de l'Holocaust jueu, però no cal ser molt eixerit per adonar-se'n que les decisions de la UER no agraden gens. Bòsnia-Hercegovina pot participar a Eurovisió davant la retirada d'Israel. La nova norma dura fins al 1998 i torna a posar fora del joc a Àustria, Bòsnia-Hercegovina, Dinamarca, Islàndia i Rússia. Els eliminats de l'any anterior tornen: Bèlgica, Eslovàquia, Finlàndia i Romania. Israel, per la seua banda, decidix que vol participar novament.
L'any 1999 Bòsnia-Hercegovina es presenta amb nova bandera. La fragmentació de Iugoslàvia continua, que vol dir més països. La dècada ha estat complicada. L'any 1993, quan Bòsnia-Hercegovina és contactada en directe per tal que cante els punts, el públic en fa una ovació davant el genocidi que vol perpetrar Sèrbia. La capital del país està ocupada, la delegació bosniana-hercegovina ha de retransmetre a l'aeroport de Sarajevo. I, això no obstant, Bòsnia-Hercegovina ha estat castigada més d'una vegada durant la dècada. No és just, però la UER s'ensossudix tot i que crea els Big Four. És a dir, garantix la plaça a la final als països que més diners aporten al programa per tal d'assegurar-se el desenvolupament. Així doncs el Regne Unit, Espanya, França i Alemanya entren a participar directament al concurs sense haver de passar per cap pre-selecció prèvia. Lituània, perjudicada per este mètode, torna a participar a Eurovisió després de 5 anys de desqualificació. Finalment, Letònia, que preveia el seu debut en eixe any, es retira a l'últim minut. Rússia no té recursos i és desqualificada per refutar emetre el concurs.

#### La reunificació d'Alemanya
Amb la caiguda del mur de Berlín, també va caure l'Eurovisió comunista. La UER absorbix voluntàriament la xarxa d'Intervisió. Les coses han de canviar, pareix evident l'any 1990. Cinc països es presenten amb cançons que parlen de la caiguda del mur i el final de la Guerra Freda. Tot es precipida el 9 de novembre del 1989. En efecte, cau el mur de Berlín físicament, la Unió Soviètica deixa d'existir sense esperar. Estònia, Lituània i Letònia declaren les primeres independències. El comunisme és substituït pel capitalisme i tot el bloc comunista europeu entra en un procés de democratització de les institucions.
Al març del 1990, quan tot just Iugoslàvia es disposa a organitzar Eurovisió, se celebren les primeres eleccions lliures a l'Alemanya de l'est. Fruït de les eleccions, l'Aliança i Rússia com a representant de la Unió Soviètica, a més de l'Alemanya de l'oest, se seuen a parlar de la reunificació del país. El tractat d'unificació arriba a l'agost, però la UER ja ha fet el pas i deixa participar Alemanya com a nació reunificada al maig. Canten Chris Kempers & Daniel Kovac amb Frei zu leben (lliure per a viure). És evidentment una cançó protesta que parla del final del mur de Berlín. El reglament ho prohibix, però la UER fa la vista grossa.
El procediment es repetix per a Polònia, Romania, Estònia, Lituània o Letònia. Allò més paradoxal és que abans que caiguera el mur de Berlín, la UER tenia problemes perquè hi havia pocs països i s'havien de fer maniobres perquè el programa durara el temps previst. Sobtadament, una sobre-població de països posa la UER entre les cordes perquè la retransmissió s'allarga massa del compte.
Per primer cop se sentirà cantar en lituà, estonià, romanès, hongarès, búlgar, eslovac, bosnià, rus i polonès. Moltes d'estes llengües han estat reprimides. Estònia, Macedònia, Eslovàquia, Lituània, Eslovènia i Bòsnia-Hercegovina poden cantar amb orgull.

### Catalunya vol participar a Eurovisió
Després que vinguera la democràcia, les coses no han canviat molt amb relació a les nacions basca, gallega i catalana. Espanya viu de la doctrina del cafè per a tothom. Regions com Andalusia, que conformen el sòcol identitari d'Espanya, són confoses amb nacions, com els Països Catalans. Fora de les fronteres, només hi ha lloc per a l'Espanya castellana i taurina. Així mateix l'any 1982 la representant espanyola (Lucía, Él) es presenta al públic europeu amb una exaltació de la tauromàquia a les cartes postals. L'any 1990 Espanya envia flamenc amb les Azúcar Moreno i Bandido, un recurrent al concurs. L'única nota catalana és la representació de Sergio Dalma ("Bailar pegados") que intenta una carrera en italià per fer-se lloc a Itàlia. Les nacions gallega, catalana i basca seguixen sent ignorades. El català i l'èuscar estan prohibits de cantar-se a Eurovisió.
Potser conscients d'això, l'any 1998, al programa de TV3 Malalts de tele, que tenia molt de furor, es prepara una candidatura catalana per al Festival d'Eurovisió. Josmar, que s'havia donat a conèixer mitjançant el programa de TVE El semáforo, és convidat a ser el representant català. Es va muntar tota una campanya acompanyada d'una gira per tot Catalunya que va tenir força èxit i que va acabar a la Plaça Reial de Barcelona.
El dia del concurs, TV3 es desplaça a Birmingham i actua fora de la competició, a les portes de la sala de concerts que acull el certamen. Josmar amb És superfort es torna una estrella als Països Catalans. Hui és una icona gai. Més important encara, és la imatge de la protesta, del malestar que genera viure en un estat que perseguïx la diversitat. En efecte, ultra les assimetries amb què es tracta els catalans i bascs, l'ascens de José María Aznar al poder inicia un nou període de persecució cap al català.

### Dana International trenca motlles
"Un transsexual a Eurovisió", així mateix titulava la revista Interviú l'any 1998 a Espanya. Israel, que complia 50 anys d'independència aleshores, la va muntar molt grossa a Eurovisió. Si més no, esta fou la imatge que en donà la premsa internacional.
El país presenta per primera vegada a la història del concurs una transsexual com a cantant. Dana International s'havia presentat ja a les pre-seleccions d'anys anteriors. Finalment és triada l'any 1998 per a representar el seu país amb la cançó Diva, un elogi a la dona. Guanya i la plaça Yitzahak-Rabin de Tel-Aviv s'omple d'una "gay pride" improvisada, parla Libération a França. "Milers" [trd.] d'homosexuals ixen al carrer a celebrar la victòria. És també la primera vegada a la història d'Eurovisió que una victòria genera una manifestació multitudinària d'alegria al carrer. Els joves que s'hi concentren clamen que ha estat un triomf del sector laic.
En efecte, l'any és convuls per a Israel. Els ultraortodoxos no componen gens ni mica amb la representant que vol enviar la televisió pública israeliana. Consideren que "és el major exemple de degradació del país", que Dana International "és el dimoni en persona", "la dona del dimoni", "pitjor que sodoma", "la 5a essència del mal", "tota una vergonya" [trd.]. El carrer parla de "guerra cultural" [trd.], concepte que designa l’ambient deixat per l'extrema dreta després de fomentar la intolerància. Les manifestacions dels ultraortodoxos deriven en alguns casos en violència. Sense cap por, es dediquen a retirar els cartells de promoció d'Eurovisió i amenacen que no permetran que el festival se celebre a Jerusalem, capital santa per a ells. Fins i tot envien missatges amenaçant a Dana International de mort. A la cerimònia estatal de celebració dels 50 anys d'independència, els ultraortodoxos critiquen i volen la censura del ballet que s'havia previst perquè els actuans anaven semi-nus.
Dana International provoca doncs l'escàndol i no solament a Israel. Europa tampoc no ha entès ben bé com és possible que una transsexual s'enduguera la victòria. Existix molta homofòbia encara. Els platons de televisió o la premsa mateixa demostren que no són tant tolerants com deien que eren. Fora d'Europa, alguns països àrabs prohibixen la música de Dana International. Egipte o Jordània en serien dos exemples. Per al govern egipci, Dana International ha estat contractada pel Mossad per a corrompre la joventut occidental.
Preguntats al carrer, alguns europeus diuen que és culpa del sistema de votació. Tot un ridícul, semblaria ser que el públic gai hauria votat en massa perquè guanyara Dana International. S'hi dediquen reportatges, debats i molt de sensacionalisme. TeleCinco convida la cantant a participar a una entrevista al programa Crónicas Marcianas. Als Països Catalans, Canal 9 resol debatre sobre la transsexualitat a Parle vostè, calle vostè. Segons Libération, l'agenda de la cantant està mediàticament atapeïda.
Però Dana ho té clar, "Déu està amb mi i la victòria a Eurovisió és una prova d'això mateix" [trd.]. Declaracions incendiàries que fan de la diva una estrella del pop a Europa. Ven 6 milions d'àlbums en l'espai de poc temps. Eurovisió ja no veia de feia molt de temps una cosa similar. El festival estava en plena decadència. Cap artista que eixís del programa arribava a ser una estrella. Tots queien en l'anonimat. Dana International canvia les tornes. Ix de l'aeroport amb milions de fans esperant-la i és entrevistada per MTV.
El xoc de mentalitats és tant important que cal pensar que era tota una polèmica en eixa època veure un home vestit de dona o una dona vestida d'home. Per als ultraortodoxos jueus, la Bíblia ho prohibix. Les propostes com Josmar amb És superfort són doncs trencadisses. Modernes per a l'època. Eurovisió només veurà transvestits a partir de la dècada dels 2000. Eslovènia primer amb homes vestits d'assafates (Sestre, Samo Ljubezen), Letònia tot seguit amb una dona vestida d'home (Marine N, I Wanna) i Ucraïna després amb un home vestit de dona cibernètica (Verka Serduchka, Dancing Lasha Tumbai). Verka Serduchka generà molta polseguera l'any 2007 a Ucraïna. Eixe mateix any una drag queen representava Dinamarca (DQ, Drama Queen). Ara bé, els primers atrevits foren els noruecs l'any 1986 quan el grup drag Great Garlic Girls acompanyà Ketil Stokkan a Eurovisió. El primer cantant declaradament gai en concursar-hi era islandès (Paul Oscar, Minn Hinsti Dans) i va participar l'any 1997.
L'any 1999 quan Israel ha d'organitzar el concurs, el govern s'ho romia. El govern és d'extrema dreta, ha fet coalició amb els ultraortodoxos. El pressupost serà baix. L'alcalde de Jerusalem expressa la voluntat que no vol que se celebre Eurovisió a la ciutat. De totes totes, Jerusalem és des que Israel participa a Eurovisió estan, una mostra de politització. És Tel-Aviv qui hauria de rebre el concurs, però Israel considera que Jerusalem és la seua capital. Tot amb tot, la UER ha de canviar les normes per culpa d'Israel. El país no vol destinar-hi diners i la UER resol prescindir de l'orquestra. Israel la treu directament de la cerimònia i Eurovisió passa a tenir únicament les veus en directe. Fins i tot en això, Israel es mostra moderna a l'època i com era d'esperar, tornen les controvèrsies. Es critica que el concurs es tornaria en un simple karaoke.

## Els anys 2000 a Eurovisió

### Eurovisió bat rècords d'audiència
Després de dues dècades d'audiències defectuoses, amb percentatges molt baixos, Eurovisió reneix als 2000. L'euro-festival ateny unes audiències tant elevades que tenen un mèrit afegit, haver arribat al 80% amb prop de més de 100 canals de televisió en competició. Diversos motius expliquen este èxit.
En primer lloc la telerealitat. Els 2000 són l'edat daurada dels reality xous. N'hi ha per a tots els gusts i assolixen tots un gran rècord d'audiència. A Portugal o a Suïssa, per exemple, el Big Brother aconseguïx el dia de la final un 70% de share. Els catalans Josep Maria Mainat i Toni Cruz, productors i cantants, coneguts per haver fet ballar la generació dels 1970 als Països Catalans amb La Trinca, tenen la idea de reconvertir el Big Brother en una acadèmia de cant, on cada setmana el públic expulsaria de la casa el més dolent fins a arribar al guanyador. TV3 i TVE discutixen la proposta dels dos antics membres de La Trinca. Finalment, TVE s'emporta el programa i unes audiències rècord del 60%, molt més que el Big Brother a Espanya. El programa esdevé un fenomen social i projecta les carreres musicals de Gisela Lladó Cánovas, David Bisbal, Chenoa, David Bustamante, Miki Núñez, Beth, Soraya Arnelas o Manuel Carrasco Galloso.
Rosa López, guanyadora de la primera edició, també rep com a premi representar Espanya al festival d'Eurovisió. El bum d' Operación Triunfo fa màgia. L'audiència s'apuja fins al 80% i, en el moment de les votacions, arriba fins al 90%. Tot el país mira Eurovisió aleshores, unes audiències històriques que els països veïns no perden de vista. Després que Rosa López s'hi presentara amb Europe's Living a Celebration, els veïns intenten recuperar audiències amb la mateixa fórmula. Aparixen els anys següents triomfets de Portugal, Alemanya, França o Regne Unit. Portugal hi presenta primer els triomfets 2B (Amar) i després la girlband sorgida de la telerealitat Popstars, Nonstop (Coisas de nada). Alemanya també hi fa participar la girlband sorgida de Popstars, No Angels (Disapear). França tria el talent xou Pop Idols (Jonatan Cerrada, À chaque pas) i el Regne Unitfa el mateix amb Javine (Touch My Fire). No són pas els únics països, n'hi ha més com The X Factor als Balcans. L'èxit és tant gran que RTVE envia a Beth (Dime) l'any 2003 i Ramón (Para llenarme de ti) l'any 2004.
Això permet al públic redescobrir Eurovisió. El programa fa canvis radicals als 2000, és a dir, en modifica la imatge de dalt a baix i amb les audiències vingudes de la telerealitat, el públic descobrix que Eurovisió ha canviat. El públic aparïx efectivament per primera vegada a la pantalla. Fins llavors l'orquestra havia ocupat el gran pla. Es trobava davant l'escenari i el públic era al darrere. Amb la desaparició de l'orquestra, el públic ja és al davant i, contràriament a edicions anteriors, s'hi veu gent entregada, amb banderes a la mà, cantant i ballant, tot com si fora un partit de futbol. Ideació dels nòrdics, els escenaris, d'altra banda, són molt més espectaculars gràcies a l'arribada de les noves tecnologies de la Revolució Digital. Fa goig veure el concurs.
A més a més, els països de l'est i del nord d'Europa aporten actuacions fora de normes amb sons i estils de música completament nous i acordes a la realitat del mercat. Pop-punk, rap, euro-dance, heavy metal o música emo, els països de l'est d'Europa s'esforcen de portar a Eurovisió cançons que es tornen en un hit a Europa o al món. En este sentit, molts països re-aposten per enviar a celebritats de la música, com la Kate Ryan ("Je t'adore") de Bèlgica, el suís DJ Bobo ("Vaparies Are Alive") de Bèlgica, Las Ketchup ("Un Blodymary") per a Espanya, el membre de la boyband moldava O-Zone, Arsenium ("Loca", ft. Natalia Goridenko), la francesa Patricia Kass ("Et s'il fallait le faire"), la danesa Susanna Georgi, ex-membre de Me&My per a Andorra (La Teva Decisió), la sueca Carola Häggkvist (Invincible) o les t.A.T.u. russes ("Ne Ver Ne Boysia"). Això dona prestigi al concurs i n'augmenta les audiències. Sens dubte, les t.A.T.u. bateren rècords de share gràcies a la seua actuació a l'euro-festival. Cal pensar que tot començar la dècada, la UER convida el grup danès Aqua, famós per haver venut 14 milions d'àlbums al món amb Barbie Girl, a l'interval de l'edició del 2001. El grup és acompanyat pels Safri Duo, mestres de la música electrònica, innovadors dins el gènere i venedors de 5 discs de platí i 2 d'or al món.
Realment, les actuacions són molt espectaculars, originals i fora de qualsevol normativa. Exemple d'això la romanesa Luminita Anghel (Let Me Try), el noruec Alexander Rybak (Fairytaile), els finlandesos Lordi (Hard Rock Hallelujah) o els noruecs Wig Wam (In My Dreams). El certamen torna a projectar estrelles de la música. Prova d'això Helena Paparizou (My Number One), Sertab Erener (Everyway That I Can), Ruslana (Wild Dances), Lordi (Hard Rock Halleluya), Marija Šerifović (Molitva), Serebro (Song 1), Verka Serduchka (Dancing Lasha Tumbai), Dima Bilan (Bieleve), Sunstroke Project (Run Away), Alexander Rybak (Fairytaile), etc. Fet insòlit, la representant turca Hadise (Düm Tek Tek) arriba a la llista dels més venuts del Regne Unit.
Una altra causa d'este renaixement és que molts països hi envien actuacions amb notes d'humor. Eurovisió esdevé un gran xou i això atrau molt de públic. Fixem-nos en Espanya (Rodolfo Chikilicuatre, Baila el Chiki Chiki), Irlanda (Dustin The Turkey, Irlande douze points) o Àustria Alf Poier (Weil Der Mensch Zählt)
Les audiències van tant bé que per primer cop a la història del concurs, es posa a la venda els CD i DVD de cada edició, amb les cançons que hi sonaren, tot just quan els CD deixen de comercialitzar-se perquè tothom escolta música per internet. Neixen els euro-fans, el primer fàndom d'Eurovisió. Amb l'arribada dels blogs i d'internet molts amants d'Eurovisió editen les seues experiències personals amb l'euro-festival i, periodistes amants del certamen, treuen els seus periòdics digitals dedicats exclusivament al Festival Europeu de la Cançó. La UER s'adapta i comença a publicar les gales en directe, les actuacions, els videoclips i les entrevistes a YouTube. Es vota per primera vegada amb SMS, tot i les crítiques dirigides cap a Malta, país que fou utilitzat per alguns estats membres per a falsejar les votacions a través d'SMS. I, amb ganes de continuar guanyant diners, la UER crea l'Eurojúnior (o Festival d'Eurovisió Júnior de la Cançó) l'any 2003 com a producte derivat i emet al Japó, Nova Zelanda i els EUA. Quelcom que permet al certamen acumular una xifra de 163 milions d'espectadors al món. Turquia resol crear el seu propi Eurovisió (Turkvisió) amb la intencionalitat d'emetre i d'exaltar la cultura túrquica a l'Orient.
Finalment, cal comptar amb què la generació bumer ja no té edat de mirar Eurovisió. Des dels 1980 que ha desconnectat de l'euro-festival perquè és politiqueig. En canvi, la generació mil·lènnial encara no ha tingut temps d'adonar-se que Eurovisió és política. Per a esta generació, el festival és una novetat que projecta estrelles de la música. En efecte, les ràdioformules es disputaven les vendes de canants sorgits d'Eurovisió. Així, si Els 40 Principals llençaven a l'èxit a Helena Paparizou (My Number One), Ràdio Flaixbac escollia Mihai Traitariu (Tornerò) per a fer-ne un hit d'estiu. Si Ràdio Flaixbac apostava per Xipre (Ivi Adamu, La La Love), llavors Els 40 apostaven per Romania (Mandinga, Zaleilah). Gràcies a Flaixbac, el La La Love d'Ivi Adamou es torna tendència a les discoteques gais dels Països Catalans. Les ràdios de tot el continent emetien sense aturament la cançó dels Lordi, excepció feta a França o el Regne Unit on el festival no enganxa.
I no cal oblidar que per a l'est d'Europa, Eurovisió és una novetat, prohibida durant l'era soviètica, però que permet exaltar les identitats de cada nou estat.

### La diversificació musical del concurs
Els 2000 són una època daurada per a Eurovisió. El concurs estrena una quantitat insòlita de gèneres musicals. Les novetats són sobretot mercès a l'est i nord d'Europa, malgrat que Finlàndia és clarament la nova imatge del certamen. El país guanya al 2006 amb un grup de heavy metal vestit de monstres de pel·lícula. Per a tornar-ho tot més diabòlic, s'afigen focs d'artifici a l'actuació. El públic queda bocabedat, la premsa mundial s'escandalitza. El grup fou tot un fenomen i explicita força bé la nova dinàmica d'Eurovisió perquè d'ara endavant el concurs es diversifica.
Fins llavors l'única aposta més arriscada havia estat el pop-rock. Res de hard rock, encara menys punk. A la fi, després de mig segle, s'escolta pop-punk o techno, fixem-nos:
| - Pop-punk a Andorra (Anonymous, Salvem el Món) - euro-dance a Moldàvia (Sunstroke Project & Olia Tira, Run Away) - euro-dance a Romania (Nicole, Bon't Break My Heart) - rock gòtic o emo a Finlàndia (Hanna Pakarinen, Leave Me Alone) - electrònica a Grècia (Machalis Rakintzis, G.A.S.A.P.O.) - funk a Alemanya (Stefan Raab, Wadde hadde dudde da?) | - funck a Lituània (Skamp, You Got Style) - Música rap al Regne Unit (Daz Sampson, Teenage Life) - indie pop a Letònia (Brainstorm, My Star) - pop-llatí a Espanya (David Cibera, Dile que la quiero) - country a Dinamarca (Rollo & King, Never Ever You Go) - country a Alemanya (Texas Lightning, No No Never) - pop noranta a Xipre (One, Gimme) - tocs de mambo amb Letònia (Marie N, I Wanna) | - pop celta a Bèlgica (Urban Trad, Sanomi) - disco a Bòsnia-Hercegovina (Deen, In The Disco) - disco a Hongria (Zoli Adok, Dance With Me) - folc a Albània (Luiz Ejlli, Zjarr E Ftohtë) - folc a Àustria (Global Kryner, Y Así) - r&b a Polònia (The Jet Set, Time To Party) - techno a Islàndia (Euroband, This Is My Life) - pop àzeri a Azerbaïtjan (Aysel & Arash, Alway) |

Tal com marquen les tendències del mercat, s'hi veuran boybands i girlsband a Macedònia (XXL, 100& Te Ljubam), Suècia (Afro-Dite, Never Let It Go), Estònia (Suntribe, Let's Get Loud), Espanya (D'Nash, I Love You Mi Vida), a Àustria (Tie Break, Du Bist), a Xipre (One, Gimme), a Alemanya (No Angels, Disapear), a Portugal (Nonstop, Coisas de nada) o Rússia (Primer Minister, Northen Girl). 
Cal pensar que el pop és encara molt present: Lituània (Aivaras, Happy You), Xipre (Chiara, Angel), Eslovènia (Karmen, Nanana), Armènia (André, Without Your Love), Malta (Fabrizio Faniello, I Do), Letònia (F.L.Y., Hello From Mars), Dinamarca (Jacob Sveistrup, Talk To You), Croàcia (Claudia Beni, Vise nisam tvoja), el Regne Unit (Jemini, Cry Baby), Txèquia (Tereza Kerndlová, Have Some Fun) o Àustria (Manuel Ortega, Sya A World). 
Barreges originals foren,
| - funk, soul i pop d'Àustria (The Rounder Girls, All To You) - r&b amb ritmes propis a Macedònia (Elena Risteska, Ninanajna) - rock amb electrònica de Bulgària (Deepzone &Balthazar, DJ Take Me Away) - euro-dance amb rap a Finlàndia (Waldo's People, Lose Control) - trance amb rock a Rússia (Mumiy Troll, Lady Alpine Blue) - ska-rock a Turquia (Athena, For Real) |

Hi hagueren sons inclassificables a Hongria (Nox, Forogj Világ), Letònia (Cosmos, I Hear Your Heart), Bulgària (Elitsa Todorova & Stoyan Yankulov, Water), Sèrbia i Montenegre (Zelijko Joksimovic, Lane Moje), Estònia (Neiokoso, Tii), Macedònia (Martin Vucic, Make My Day) o Polònia (Blue Cafe, Love Song).
Hi hagué similarment actuacions inovidables com ara Xipre (Constantinos Christoforou, Ela Ela), Ucraïna (Ani Lorak, Shady Lady), el Regne Unit (Scooch, Flying The Flag), Turquia (Kenan Dogulu, Shake It Up Shakerimm), Ucraïna (Svetlana Loboda, Be My Valentine) o Israel (Lior Narkis, Worlds of Love), fins i tot el jazz de l'alemany Roger Cicero (Frauen regier'n die Welt).
Finalment, tot un ventall de rock clou una dècada molt diversa:
| - Islàndia (Birgitta Hankdal, Open Your Heart) - Rússia (Srebro, Song 1) - Estònia (Mija Martina, Ne Brini) - Bèlgica (Sergio & The Ladies, Sister) - Bòsnia-Hercegovina (Maja Tatic, Na jastuku za dvoje) | - Belarús (Polina Smolova, Mum) - Islàndia (Eríkur Hauksson, Valentine Lost) - Montenegre (Stevan Faddy, Ajde Kroci) - Croàcia (Dragonfly ft. Dado Topic, Vjerujem U Ljubav) - Txèquia (Kabát, Malá Dáma) - Belarús (Petr Elfimov, Eyes That Never Lie) - Dinamarca (Brinck, Believe) - Suïssa (Lovebugs, The Highest Heights) |

Hi ha fins i tot temps per al glam rock a Suècia (The Ark, The Worrying King) o el rock-òpera d'Azerbaïtjan (Elnur & Samir, Day After Day).
Noruega (Olsen Brothers, Fly On The Wings Of Love), Estònia (Tanel Padar, Dave Beton & 2XL, Everybody), Armènia (Sirusho, Qele, Qele) i Lituània (LT United, We Are The Winners) arreplegaren molt èxit.
El rocker austríac Eric Papilaya (Get Alive) aconseguix que la seua cançó siga l'himne oficial de Life Ball que dona suport a les persones ateses de SIDA.

#### La festa friqui
La diversificació del festival a nivell musical va tenir una derivada força interessant. Alguns països resolgueren aportar notes d'humor al concurs. Són força exemplarificadores les participacions d'Espanya (Rodolfo Chikilicuatre, Baila el Chiki Chiki), Irlanda (Dustin The Turkey, Irlande douze points) o Àustria (Alf Poier, Weil Der Mensch Zählt). No obstant això, no tothom va rebre correctament estes propostes plenes d'humor. L'afer més sonat fou l'espanyol.
En plena eferverscència per les possibilitats que oferix internet a la dècada dels 2000, la televisió pública espanyola obre la pre-selecció a My Space. El blog de música era aleshores l'indret més buscat per a fer-se conèixer en tant que músic. RTVE va obrir les pre-seleccions a internet, des d'on qualsevol artista podia enviar-hi la seua proposta per a Eurovisió i optar a representar el país.
La sorpresa va arribar quan des del programa de televisió d'Andreu Buenafuente, cadena privada i de la competència, s'hi va penjar la proposta de Rodolfo Chikilicuatre. El programa havia decidit fer broma amb Eurovisió i aminar el públic a votar el seu humorista que s'havia apuntat expressament a My Space amb una cançó fora de norma.
Els euro-fans s'ho van prendre malament. La proposta com l'irlandesa era, a parer dels euro-fans, una manera de degradar el concurs. Per al fàndom d'Eurovisió, l'euro-festival és una cosa seriosa i una proposta com la d'Alf Poier no podia acceptar-se. El lletrista de Rodolfo Chikilicuatre confesa que la cançó havia estat composta en 10 minuts dins un ambient de broma. Guionista del programa de Buenafuente, Jair Domínguez, es van proposar d'aportar humor, trencar la rigidesa del concurs.
El públic va col·lapsar My Space i va fer guanyar Rodolfo Chikilicuatre amb prop de 248.000 votacions. RTVE, tot i avisar a la Sexta que les pre-seleccions a My Space eren serioses i que si continuaven amb la broma, acabarien representant Espanya, Rodolfo Chikilicuatre va representar Espanya i provocar un escàndol descomunal. Mitjans de comunicació, fans i públic qualificaven tot plegat de friqui. El festival s'hauria tornat una festa friqui.
La polèmica al seu voltant va ajudar moltíssim Eurovisió a recuperar audiències. La proposta austríaca i tot seguit espanyola també tingueren ressò perquè diversos països s'hi afegiren en un to d'humor.
| - Teapacks, Push the boton (Israel) - Les Fatals Picards, L'amour à la française (França) - Pirates of the Sea, Wolves of the Points (Letònia) | - Laka, Pokusaj (Bòsnia i Hercegovina) - Aven Romale, Gypsy.cz (Txèquia) |

El representant irlandès és encara molt recordat hui per la comunitat eurovisiva però la broma anà tant lluny que s'hagué de prohibir l'exhibició d'animals sobre l'escenari d'Eurovisió, tal com havien fet els bosnians.

### El retorn de les semi-finals
Eurovisió comença la dècada amb el sistema que s'havia adoptat als 1990 d'eliminació de candidatures. Els 5 darrers de l'any són desclassificats per donar lloc als 5 darrers de l'any anterior. Esta fórmula, vigent durant tots els anys 1990, arriba finalment al seu final quan la UER s'adona que no pot continuar així. Al final sempre queden eliminats els mateixos. A més a més, més països demanen l'entrada a Eurovisió, com ara Ucraïna, Geòrgia, Sèrbia o Azerbaïtjan. Si s'haguera seguit amb el mateix sistema, més de la meitat de països que participen a Eurovisió s'hi veurien exclosos un any sobre dos, fins i tot més anys si no aconseguien classificar-se entre els 10 primers.
La UER recapacita i torna a la idea de les semi-finals. L'any 2004 s'estrena la primera semi-final, pocs anys després caldrà estrenar una segona semi-final. Els Big Four es garantixen de poder passar directament a la final mentre la resta de països ha de lluitar per a guanyar el passi a la final on s'hi decidix el guanyador. Excepció a la regla, el guanyador de l'any anterior no ha de passar per la semi-final l'any següent i pot estrenar-se directament a la final.
El Líban va voler participar a Eurovisió, però se'n desdí per la presència d'Israel.

#### Canvi del centre de gravitació
En esta dècada el medaller s'ha de comptar separadament. En primer lloc tenim els països que recolliren més èxit segons les votacions antigues (2000-2003). Foren Estònia, Dinamarca i Malta. Li seguien molt de prop França i Suècia. Dins d'este sistema de votació, Portugal, Polònia, Lituània, Macedònia, Finlàndia i Suïssa foren els països que estigueren més temps a fora del concurs. A partir de les semi-finals, el recompte ja és diferent. Lidera Grècia, Rússia i Turquia. Li segueixen de prop Ucraïna i Romania. Dins este nou sistema, els països que menys trepitjaren la final o que bàsicament ni la trepitjaren foren Mònaco, San Marino, Andorra, Eslovènia, Portugal, Suïssa, Bulgària, Bèlgica, Belarús, Holanda, Polònia i Estònia. Si fem el recompte amb els dos sistemes, llavors els països que més triomfaren foren en este ordre Grècia, Turquia i Rússia. Li segueixen molt de prop Romania i Dinamarca.
El medaller fa evident que el centre de gravitació ha canviat. El Regne Unit i França, habituades a encapçalar el medaller, es troben al final de la taula de votacions. Irlanda, Espanya o Bèlgica no tenen millors resultats. Els èxits ara són a l'est d'Europa, a països com Grècia, Romania, Turquia, Rússia o Ucraïna. Fins i tot el nord d'Europa té més èxit que França i el Regne Unit. Amb la integració dels països de l'est, el volum de participants creix de forma dràstica i l'oest d'Europa queda sense pes. Només cal fixar-se en l'any 2007. Les deu primeres places estan totes ocupades per països de l'est d'Europa (Sèrbia, Hongria, Turquia, Belarús, Letònia, Bulgària, Grècia, Geòrgia, Macedònia i Moldàvia). Hi ha més competició, que vol dir que cal seduir el públic a la primera paraula cantada. Simplement guanyar el concurs esdevé molt complicat: s'ha de competir contra prop de 40 països.
França i el Regne Unit, que són els únics països amb unes audiències deficients, es queixen d'este nou panorama. Tertúlies i articles d'opinió orienten l'opinió pública. Ras i curt, com que França i el Regne Unit no guanyen, no volen que es faça el festival. Els dos països discuteixen sobre si clausurar Eurovisió i emetre el concurs únicament a l'est d'Europa. Arrogants, són els primers que posen els Big Four a les semi-finals, decisió altament criticada a l'època. Per quina raó els Big Four s'han d'absentar de les semi-finals si a Eurovisió tothom és igual i per quina raó Rússia no en formaria part si també contribuïx molt econòmicament. Passa que mentre l'est d'Europa engrandix el festival amb molt bona música, França i Anglaterra envien propostes amb poques condicions de guanyar, tot i que l'auto-propaganda fa pensar que el britpop i la chanson française són molt exitoses.
Espanya, que té audiències espectaculars, com el 80% de Rosa López, el 60% de Beth o la mitjana de 40% per a la resta de participacions, també es queixa. El país mai no guanya i resulta que la música espanyola no és tant bona com l'auto-propaganda fa pensar que és. Així, quan s'inaugura l'Eurovisió Júnior, RTVE compra la victòria l'any 2004 (María Isabel, Antes muerta que sencilla) i es retira. Hi presenta flamenc, una exaltació més de l'Espanya taurina i castellana. Els països francòfons li seguïxen el fil i fan d'Antes muerta que sencilla un hit d'estiu. Signe de protesta, TVE passa les semifinals a La 2, segon canal, i emet en diferit si hi ha partits de futbol. Això darrer està prohibit i serà sancionada. França i Espanya no volen emetre les semi-finals.
Per molt que pese a estos països, Eurovisió és el programa més vist a Europa en eixa època. És més vist que el futbol i la telerealitat juntes. França i el Regne Unit recapaciten i en lloc de queixar-se miren d'adaptar-se als nous temps.

### Eurovisió celebra el seu aniversari
Demostració del poc europeisme de França i el Regne Unit, els dos països s'absenten l'any 2005 quan la UER celebra 50 anys de la creació d'Eurovisió. La UER volia que es muntara un concert a Londres per a celebrar l'aniversari, però finalment resol crear una gala especial emesa des de Dinamarca. L'anomena Congratulations, cançó estrella de Cliff Richard.
Hauran estat 50 anys de promoció a l'Aliança, 50 anys de promoció a la ideologia de l'estat nació.
Per a la gala especial, la UER posa en circulació un mecanisme de vots a través de la pàgina web oficial d'Eurovisió. Dins s'hi podia votar totes les cançons que havien participat a l'euro-festival. L'objectiu era seleccionar-ne les 14 millors i proposar-les per a la gala, on el públic tornaria a votar per la millor cançó de la història del concurs. Guanya ABBA guanya amb Waterloo.
Es posa a la venda el CD i doble DVD de la gala.
Atès que Eurovisió fou creada quan es muntà el Consell d'Europa i la Unió Europea, escau fer un repàs a l'imaginari col·lectiu que ha produït el programa de televisió. En resum, llevat d'algunes excepcions, com ara Abba, Dana Internacional o Cliff Richard, la majoria de països mira Eurovisió a partir de les pròpries glòries. No hi ha un veritable imaginari comú, a pesar que el concurs ha estat notícia més d'una vegada i una cita molt seguida.

### La Revolució de Colors contagia el certamen
A la dècada dels 2000, el bloc est d'Europa ix massivament als carrers a denunciar el frau electoral. En ple procés de transició de la dictadura comunista cap a les democràcies liberals, el poble es queixa que l'antic règim no ha desaparegut, ara es disfressa de demòcrata. Els presidents, els membres dels governs i les elits que governen molts països de l'est d'Europa han estat tots o gairebé tots membres del partit comunista, grans càrrecs de la Unió Soviètica, etc. El poble se'n queixa amb l'ajuda dels EUA que financien expressament ONG perquè vagen amb estudiants a defensar la caiguda de tots estos alts càrrecs. Són les Revolucions de Colors, caracteritzades pel fet que cada país treia clavells d'un color diferent per a manifestar-se.
Els aldarulls repercutixen al festival d'Eurovisió. Geòrgia, per exemple, vol enviar a Stephane amb We Don't Wanna Put In. És una composició disco molt enganxosa que no passa desapercebuda per la UER. L'ens en prohibix la lletra i Stephane no podrà actuar. Geòrgia, senzillament, volia queixar-se del dictador rus amb una cançó que juga amb els mots
Però eixa no fou la més polèmica. Ucraïna, sense embuts, participa directament a Eurovisió per a denunciar Rússia. Guanya l'any 2004 amb una exhibició de cosacs a l'escenari. Rússia, efectivament, considera que Ucraïna no és una nació, sinó una extensió del territori rus perquè Rússia hauria nascut al Principat de Kýiv. Tanmateix, els ucraïnesos són descendents dels cosacs i, per tant, fan de l'herència d'este poble, un element identitari propi. Ruslana guanya doncs el concurs amb Wild Dances, una exhibició de cosacs que es repetix l'any 2006 amb Tina Karol (Show Me Your Love). La cançó de Ruslana no és censurada, però la dels Greenjolly per poc no participa.
Ucraïna, novament, contenta de la seua victòria al certamen, envia l'any 2005 l'himne de la Revolució Taronja. El grup Greenjolly canta amb rap (Razom Nas Bahato): "tots plegats som molts, no ens poden enderrocar" [trd.]. La cançó, altament incendiària, crida a la població a votar a Víktor Iúsxenko com a president, candidat pro-UE. La UER obliga el país a canviar-ne el contingut lletrístic per a participar. Però l'any 2007, Ucraïna hi torna. El representant, Verka Serduchka (Dacing Lasha Tumbai), critica obertament Rússia amb un missatge subliminal a la cançó.
Les coses s'han de dir, l'est d'Europa no va gens bé. Iugoslàvia continua dissolent-se i l'any 2004 Sèrbia entra a participar al concurs, però com a Sèrbia i Montenegro. Efectivament, Montenegroés a punt de celebrar el seu referèndum d'independència i l'animadversió envers Sèrbia és molt visible. L'any 2006 el país (Sèrbia i Montenegro) ix d'una pre-selecció inflamant. Serbians i montenegrins no es posen d'acord amb qui ha de representar el país. Els difusors serbià i montenegrí s'acusen mútuament de voler falsificar els vots. Montenegrono atorga cap punt a Sèrbia i, Sèrbia, malhumorada, no n'atorga cap tampoc a Montenegro. Finalment, els dos futurs països es posen d'acord i es fan representar per No Name (Kauvijek Moja). És l'última actuació, Montenegroentra a participar com a estat a banda l'any següent (Stevan Faddy, Adje Kroci).
Davant de tot plegat, Polònia canta contra les fronteres (Ich Troje, Keine Grenzen - Żadnych grani) mentre Romania anima els Balcans a compartir música (Elena, The Balkans Girls).
Detall que no s'ha de perdre de vista, tot l'est i nord d'Europa canta en anglès. Els països de l'est decidixen cantar en anglès per a acostar-se als Estats Units. És una decisió obertament política. El nord d'Europa ja cantava en anglès als anys 1970, per tant, quan l'any 1999 s'allibera la norma i s'autoritza cantar en qualsevol idioma, els països nòrdics no falten a la cita. Esta actitud és tant àmplia i majoritària que països com Bèlgica, Suïssa, Portugal, Alemanya, Àustria, Israel o Andorra s'hi posen també, encara que combinant llengua pròpia amb llengua estrangera. Els únics que resistixen i no volen cantar en anglès són els més nacionalistes, França, Mònaco, Sèrbia i Espanya. És clar que el Regne Unitno fa mai el favor de cantar en una altra llengua que no siga l'anglès.

### Grècia s'emporta la crisi econòmica a Eurovisió
L'any 2005 Grècia s'endú el premi per primera vegada a la història. Helena Paparizou representa llavors el país amb My Number One. Tothom s'omple d'alegria, el govern grec principalment. El país es troba en recessió econòmica. La gran recessió del 2008 deixà Grècia, Portugal, Espanya, Irlanda, Xipre i Itàlia sense diners. Es decidí salvar els bancs, l'euro és a punt de caure a Grècia i la Troika, Alemanya i França procedixen a castigar tots estos països amb mesures anti-socials i poc incentivadores d'una represa econòmica, tal com s'havia d'haver fet.
Per a Grècia, Eurovisió i els Jocs Olímpics són una oportunitat. Efectivament, el país també organitza llavors els Jocs Olímpics. Són dues competicions que aporten molts diners. Fan venir turistes, atletes, discogràfiques, governs i molta inversió. El govern grec pensa omplir d'esta manera les arques de l'estat, en realitat les dues competicions arruïnen encara més la pobre economia grega.
Degut a la crisi econòmica, alguns països prescindixen de participar-hi algun any, com ara Portugal, Hongria, Txèquia, San Marino, Montenegro, Sèrbia, Bòsnia i Hercegovina, Bulgària, Xipre, Turquia, Croàcia o Polònia. El cost d'una participació anual a Eurovisió pot anar dels 600.000 euros aproximadament per a un país gran i uns 300.000 euros per a un país petit.
Al concurs Portugal i Macedònia es queixen de la Troika. Els portuguesos Homens da Luta (Luta É Alegria) es queixen primer l'any 2011, els macedonians després, l'any 2012 amb Amadeus (Euro neuro).
L'any 2018, quan Portugal organitza el concurs després d'haver-lo guanyat amb Salvador Sobral (Amar pelos dois), la televisió pública del país aconseguix organitzar el programa amb el pressupost més baix de la història recent del concurs. La intenció de la Rádio e Televisão de Portugal era fer evident que es podia organitzar Eurovisió sense deixar-se milions d'euros.
La dècada haurà sigut d'or per a Grècia. El país es troba sempre entre els primers de les votacions. El pop grec agrada molt a Europa: Shakis Rouvas (Shake It), Helena Paparizou (My Number One), Anna Vissi (Everything), Sarbel (Yassou Maria), Kalomira (Secret Combination), etc.

### El català s'estrena a Eurovisió
Al 2004 Mònaco torna a Eurovisió. Julie & Ludwing canten On again... off again. L'EUR intenta convèncer Luxemburg de tornar, però Mònaco ja se'n va l'any 2007. L'any següent, s'estrena Sant Marí (Miodio, Complice). Malta i Xipre ja hi participen des de com a mínim dues dècades. Només faltava Liechtenstein i Andorra per a completar el llistat de micro-estats participants a Eurovisió. Liechtenstein hi no participa, però Andorra, sí.

El català s'escolta per primera vegada a la història d'Eurovisió l'any 2004, quan Andorra hi participa amb la Marta Roure (Jugarem a estimar-nos). Per al cas, el micro-estat demana ajuda a TV3 perquè la televisió pública andorrana no té mitjans per a organitzar les pre-seleccions i la participació a un concurs tant car com Eurovisió. Les dues cadenes de televisió organitzen un concurs de pre-selecció on catalans i andorrans voten el representant andorrà. 
No és el primer cop que una televisió demana ajuda a una altra. L'any 1972 la televisió pública monegasca no té recursos per a organitzar Eurovisió i demana ajuda a la televisió pública francesa. Totes dues col·laboren per a fer possible el festival. Els micro-estats han estat els primers i gairebé únics països de rebutjar organitzar el concurs per falta de mitjans.
El programa de pre-selecció es va anomenar 12 Punts i es va emetre a TV3 i ATV.
Així per primera volta a la història del concurs, s'escoltava "Bona nit des d'Andorra la Vella" a Andorra Televisió. És a dir, s'escolten els primers comentaristes i punts en català. És una participació carregada de contingut polític, Espanya sempre havia i ha censurat el català, el gallec i l'èuscar a Eurovisió.
Marta Roure treu el seu primer single i àlbum al mercat després del certamen. És un èxit als Països Catalans. El disc del programa, 12 Punts, va arribar a la llista dels més venuts d'Espanya. No es col·locà a les primeres posicions, però hi entrà. En una època en què el català necessita ser reviscolat en el mercat de la música, Andorra participa per a millorar la situació de la llengua.
L'any 2005 la neerlandesa Marian van de Val canta La Mirada Interior, l'any 2006 és l'espanyola Jenifer qui accedix a representar Andorra (Sense Tu), l'any 2007 és el torn dels Anonymous (Salvem el món) amb la primera cançó ecologista de la història del certamen, l'any 2008 la triomfeta catalana Gisela (Casanova) prova per segon cop a Eurovisió, tot i que amb bandera andorrana i, finalment, Sussana Georgi, membre de les Me&My (Dub-I-Dub), representa Andorra (La teva decisió) amb un pop tant bo, que és la cançó eurovisiva en català més radiada als Països Catalans.
El micro-estat mai no aconseguïx passar a la final. Hi estigué a punt l'any 2007 quan participaren els Anonymous. El grup va fer objecte d'eufòria al seu voltant tant a Europa com a Andorra. És la primera vegada que el país vivia una situació així. Les imatges dels Anonymous eren les més sol·licitades per les televisions dels altres països. Però, malauradament, no passaren a la final per 3 punts.
L'any 2009, però, Andorra decidix retirar-se del concurs. TVE no va rebre gens ni mica amb els braços oberts la participació andorrana al concurs. L'any 2004 amenaça de no retransmetre l'actuació andorrana perquè era "catalanista". L'ambient entre TVE i ATV no fou durant els 5 anys de participació sempre òptim. La televisió pública espanyola no accepta que es cante en català a Eurovisió i per això li fa el lleig a la delegació andorrana. La participació andorrana posa en evidència Espanya, perquè normalitza el català, perquè demostra ser més oberta que la candidatura espanyola (també canta anglès) i perquè al capdavall, les actuacions andorranes tampoc no eren dolentes, si més no Espanya passa a la final sense mèrit.
Enutjada, RTVE resol obrir per primera vegada les candidatures a cançons en gallec, èuscar i català. L'any 2011 es tanquen novament les pre-seleccions. Lucía Pérez, que volia cantar ¡Qué me quiten lo bailao! en gallec, no pot. RTVE ja no permet les participacions en èuscar, gallec o català. Estes llengües continuen mudes a Eurovisió mentre participe Espanya.

### El petó de la discòrdia
L'any 2003, quan la triumfeta catalana Beth volia emportar-se el premi amb Dime, Rússia aposta fort per a endur-se el micròfon de cristall. Europa i els seus aliats es troben en plena revolució sexual. Alguns països autoritzen que els homosexuals puguen casar-se. L'Organització Mundial de la Salut dictamina que l'homosexualitat no és una malaltia. De resultes, Holanda, Bèlgica, Espanya, Canadà, Àfrica del Sud, Noruega i Suècia despenalitzen l'homosexualitat i permeten que les parelles gais es puguen casar. El Vaticà fa una crida mundial per a evitar que els homosexuals es casen.
MTV, a qui li agrada jugar amb la provocació, convida a Britney Spears, Madonna i Christina Aguilera a fer-se el petó durant l'actuació dels MTV Music Awards. És un escàndol, la premsa mundial se'n fa ressò. Però les més trencadores de tabús no foren les reines del pop, sinó t.A.T.u., un duet de dues noies russes que assalten el planeta amb el hit All The Things She Said. El seu àlbum de debut exhaurix a tot el món 40 milions de còpies. És una barbaritat i és igualment la primera vegada que unes canants russes atenyen el número 1 de països com França, Alemanya, Regne Unit, Argentina, Mèxic, Canadà o Austràlia. El duet fa furor allà on passa, trenca les convencions amb els seus petons en directe.
És una paradoxa, el país més tancat en quant a homosexualitat es referix, es presenta a Eurovisió amb un duet lèsbic. A Rússia les t.A.T.u. són acusades per l'extrema dreta de tenir videoclips violents. La realitat és que Rússia intenta una etapa d'obertura cap al capitalisme i la democràcia liberal (1990-2005). No durarà gaire, l'enemistat entre els EUA i Rússia creix novament tot començar el segle. Tanmateix, esta obertura haurà permès a les t.A.T.u. ser l'aposta principal d'MTV.
L'any 2003 la televisió pública russa contracta les t.A.T.u. perquè canten el seu proper single (Ne Ver Ne Boysia) a Eurovisió. Es crea tot un xou mediàtic al seu voltant. La premsa mundial s'atansa a Eurovisió per a saber com serà l'actuació i, més important encara, si es besaran en directe. En efecte, el petó de les t.A.T.u. aixeca pelseguera. El públic fan d'Eurovisió, com els fans del grup i, el públic en general, només s'esperen una cosa, veure com les dues noies es fan el petó a l'escenari del festival. Malauradament, homofòbia encara ambient, la UER ho prohibix sota amenaça d'exclusió. El minut 2:18, quan ningú no treu ull de la pantalla, les t.A.T.u. no desafien la UER, cosa que tothom esprava, i actuen sense petó. S'emporten el tercer lloc, decebent les cases d'aposta que creien totes que guanyaria Rússia. Durant les votacions, el públic a la sala, degut a la Revolució de Colors, xiula a Rússia.

#### Dima Bilan enamora l'est d'Europa
Ara que ha caigut el mur de Berlín, el canal estatunidenc MTV s'estrena a l'est d'Europa amb ganes de continuar colonitzant les mentalitats amb cultura anglosaxona.
L'any 2006 la tele-fórmula ha trobat un diamant. S'estrena a Eurovisió amb Never Let You Go. Dima Bilan hi fa una molt bona entrada, tercer lloc i 217 punts. El canal s'hi fixa i comença a fer-ne promoció. L'est d'Europa en queda encantat. És una actuació molt parladora, s'hi combina la música clàssica amb el pop més modern, no ha anat gens malament i Rússia repetix l'any 2008. Dima Bilan hi canta d'esta vegada Believe. L'actuació és excel·lent. Un violí a l'escenari, hereu de la potència russa al món de la música clàssica, un patinador a la pista de ball, exemple de la potència russa als esports i, finalment, una balada pop cantada per Dima Bilan, estrella de la música popular. Europa cau rendida als seus peus i s'emporta la victòria. Espanya, preocupada per no guanyar, s'ho repensa i entén que cal modernitzar-se. Rússia n'ha obert els ulls. Envia una boyband, D'Nash (I Love You Mi Vida).
L'any següent Rússia organitza el concurs i el conte de fades cau del cel. El país perseguix efectivament la població homosexual. El públic gai seguïx molt el concurs, hi haurà problemes per falta de lliure expressió i per manca de dret a circulació del públic gai. Rússia, que vol fer-ne una forma de poder tou, deslliga l'electricitat de l'est d'Europa durant una setmana per a estalviar energia i donar-ho tot el dia de la gala.
Final de la història, Dima Bilan es torna una estrella indiscutible a l'est d'Europa.

## Els anys 2010 a Eurovisió

### La remuntada dels Big Five
En esta dècada, els països que reculliren més èxit foren en este ordre Suècia, Itàlia i Rússia. Li seguixen molt de prop França, Ucraïna i Holanda. Austràlia, particularment, tot i haver integrat el concurs només a mitjan dècada, aconseguïx un èxit extraordinari que li permet estar al nivell de països com Noruega, Azerbaïtjan, Dinamarca i Àustria, tots amb més de 1000 punts al seu haver. És juntament amb Itàlia el debut més fort. A les semi-finals, tothom ha passat almenys una vegada a la final, però els països que s'estigueren més temps a les semi-finals sense poder passar a la final foren Suïssa, Macedònia, Eslovènia, Letònia, Irlanda, Geòrgia, Finlàndia, Montenegre i Sant Marí.
El medaller fa evident que hi han hagut canvis importants en esta dècada. En primer lloc la incorporació de nous països. Austràlia, autoritzada a emetre el festival des de l'inici de dècada, s'estrena l'any 2015 i, d'altra banda, Itàlia que retorna d'una forma irreconeixible. El país, habituat a enviar balades ensucrades a Eurovisió fins al punt d'avorrir el públic, es mostra més rítmic i ballarí amb produccions molt bones que no necessiten ser cantades en anglès per a guanyar. Amb la incorporació d'Itàlia els Big Four passen a ser els Big Five i la qüestió més important d'esta dècada, reflectida a les votacions, és que després de la decadència patida a partir dels anys 1980, els Big Five són en plena remuntada.
Qui comença molt bé la dècada entre els Big Five és Alemanya. Lena (Satellite) guanya l'any 2010 i és un èxit tant gran a Europa que torna a repetir l'experiència l'any següent (Taken by Stranger). Les victòries de la Lena posen en evidència les crítiques vingudes dels Big Five segons les quals França o el Regne Unit no guanyen perquè al nord i a l'est d'Europa hi ha més països i com que hi ha blocs culturals, els Big Five quedarien aïllats amb pocs punts. Alemanya era l'únic país dels Big Four que se n'eixia amb cert èxit. Si més no, fins que Itàlia acabà d'enfonsar les crítiques. Alemanya participa efectivament amb molt bones propostes durant esta dècada. Hi trobem a Roman Lob (Standing Still), Elaiza (Is It Right) o Jamie-Lee (Ghost). El país hi porta fins i tot la cèlebre cantant d'euro-dance Cascada (Glorious), 10 milions de còpies venudes al món.
La televisió pública francesa fa d'Eurovisió en esta dècada una operació d'estat. El seu més gran problema és no guanyar, quedar-se gairebé sempre a l'última posició de les classificacions i no tenir gens d'audiència. Per a recuperar audiència aposta per fer dels intèrprets d'Eurovisió (Jessy Matador, Allez Ola Olé) himnes dels mundials de futbol. També participa amb estrelles de la música francesa com ara Anggun (Echo, You and I), coneguda per haver venut 6,8 milions de còpies dels seus èxits als països francòfons. Tot seguit France Télévisions intenta calmar els platons de televisió i la premsa seriosa com rosa. Habituats a malparlar d'Eurovisió, hi ha un gran esforç per fer entendre que davant un panorama exitós per al concurs, la grandeur hi perd molt si gira l'esquena a l'euro-festival. Les radiofórmules com NRJ intenten apostar per cantants eurovisius, com el suec Måns Zelmerlöw (Heroes). A diferència d'Espanya, la ràdio intenta promoure'n el disc sencer, ple d'un pop molt contemporani que fa èxit als països escandinaus. Els comentaristes del concurs són substituïts per presentadors coneguts que no facen mofa d'Eurovisió. Cal recordar els comentaris sexistes dirigits a la representant grega (Elefthera Eleftherou, Aphrodisiac), suposadament molt alleugerida de roba. A més, s'anima el públic a participar a través de les xarxes socials amb la intencionalitat d'esdevenir trènding tòpic.
A la fi, el país abandona les balades passades de rosca i aposta per ritmes més moderns i belluguencs. La primera proposta seriosa i que podia haver arribat perfectament al número 1 foren els Twin Twin amb Moustache. A mitjan de dècada, finalment, l'operació d'estat paga i Amir, conegut a França i Israel per haver participat a The Voice i The Rising Stars, s'emporta una molt bona puntuació amb J'ai cheché. Exclusiva, França canta en anglès. Les televisions i la premsa del país acullen el cantant com un heroi. L'escolten llavors mesualment als països francòfons 1,4 milions de fans a Spotify. Fruït dels esforços, les audiències tornen a pujar.
Els qui continuen patint, però, són Espanya i el Regne Unit. El segon aposta per antigues celebritats de la música anglosaxona com ara Engelbert Humperdinck (Love Will Set You Free), Blue (I Can) i Bonnie Tyler (Believe In Me). És evident que fa augmentar les audiències, però no és promesa de guanyar. El país tampoc no envia música dolenta, prova d'això Joe & Jake (You're Not Alone) o Michael Rice (Bigger Taht Us). Passa que el Regne Unit és un país molt conegut de tothom a Europa. Dominen amb els Estats Units el planeta amb els seus èxits. Qualsevol cosa que envie el Regne Unit passa desapercebuda perquè tothom ja s'ha acostumat al Regne Unit faça el que faça, no aporta valor afegit. És a dir, fa més gràcia al públic sentir un bon rock a Bulgària (Poli Genova, Na Inat) perquè el públic no hi està acostumat, que sentir un bon rock vingut del Regne Unit, ja conegut. Diguem que el fracàs del país a Eurovisió es deu al seu èxit a la indústria de la música. El país domina indirectament el festival, tothom hi canta anglès.
Espanya, per la seua banda, no té problemes d'audiència i de celebritat amb el festival. El públic castellà, català, gallec i basc aporten unes molt bones audiències a RTVE, canten les cançons de la pre-selecció (Las Supremas de Móstoles, Eres un enfermo), les cançons escollides (Ruth Lorenzo, Dancing In The Rain) i fan dels artistes d'altres països un èxit de vendes. Exemple d'això les russes Serebro que aconseguiren que el seu single Mama Luva fora un hit d'estiu. Per tant, Espanya ja té el treball mig fet, li faltava deixar de queixar-se per no res i presentar-s'hi amb propostes bones. La primera que tenia tots els punts per a arribar-hi fou Barei amb Sey Yay!. La recompensa només arriba l'any 2022 gràcies a Chanel (SloMo).

#### El canvi de sistema de votacions
Durant tota la dècada dels 2000, el públic i únicament el públic varen decidir qui guanyava el festival. Este alliberament no va durar als 2010. El jurat va tornar a decidir qui guanyava el programa. En efecte, la UER decidix que el vot serà repartit: el 50% de la decisió de la victòria és responsabilitat dels espectadors, el 50% restant és responsabilitat dels jurats de cada país. La UER respon d'esta manera a les crítiques vingudes de l'oest i est d'Europa. El parlament britànic en fe un assumpte d'ordre del dia mentre que la UER hagué d'encarregar diversos estudis per a demostrar que el vot del públic no era ni polític ni xovinista.
Amb l'accés del vot del públic, França, el Regne Unit, Israel o Espanya, entre més, s'adonen que la població vota segons les afinitats culturals de cada país. És a dir, com que Noruega i Suècia compartixen fronteres, també compartixen informació i de vegades cultura. Per tant, tenen l'habitud de votar-se mútuament. Això extrapolat a Europa, existixen blocs culturals on les poblacions es voten mútuament.
Els països nòrdics i bàltics, es voten ben sovint. Els vots de la Mediterrània també són compartits. Portugal gairebé dona sempre 12 punts a Espanya mentre esta només en dona 8 com a màxim a Portugal. També hi ha vots compartits al centre d'Europa i, en darrer lloc, vots cap a Rússia a les antigues repúbliques soviètiques. Este constat és acompanyat de la conseqüència dels canvis migratoris. Romania, per exemple, vota sovint a Espanya, perquè d'ençà la caiguda del mur de Berlín, molta població romanesa ha immigrat a Espanya. A Alemanya s'hi vota molt a Turquia perquè el país acull molta immigració turca.
La veritat en tot això és que el concurs anava força bé amb els vots únics del públic. Però s'acusa llavors que el vot afavoreix interessos polítics. No és així. Alemanya guanya l'any 2010 (Lena, Satellite) i és membre dels Big Five, és a dir, dels qui menys punts reben. Xipre i Grècia boicotegen els vots donats a Turquia i, tanmateix, el país guanya l'any 2003 (Sertab Erener, Everyway That I Can). El país fa un molt bon concurs des dels 2000 i no pareix que la política l'haja exclòs de les finals i les primeres posicions de la classificació. Sèrbia, que no guanya en bona imatge a l'est d'Europa des de la dissolució de Iugoslàvia, guanya al 2007 (Marija Šerifović, Molitva) i cantant en serbià. L'any anterior, Finlàndia guanyava Eurovisió (Lordi, Hard Rock Hallelujah) tot i no ser un país del centre d'Europa o una antiga república soviètica.
A pesar de tot, la UER repartix les votacions en dos: 50% per al públic, 50% per al jurat. Es vota per primera vegada a través d'aplicació mòbil.

### Les xarxes socials envaïxen el concurs
Deixant de costat els Big Five, el festival reflectix l'evolució tecnològica d'època. S'intenta jugar efectivament amb els hologrames. El suec Måns Zelmerlöw (Heroes) és el primer que ho prova. S'emporta la victòria amb una actuació molt original. Hi veiem com juga amb un video mapping. Èxit als països escandinaus, el seu single Heroes esdevé número u als Països Catalans, Espanya i el País Basc. Rússia copia la idea amb Sergey Lazarev (You Are The Only One).
L'any 2017 canta en català (Can I Call You Home) en una col·laboració amb Roger Argemí per a donar suport a les víctimes de l'atemptats terrorista de Barcelona. 
Però, qui s'atreví realment amb els hologrames fou Belarús (Ivan, Help You Fly). Dit això, països com Sant Marí (Valentina Monetta, The Social Network Song) i Txèquia (Lake Malwei, Friend Of A Friend) parlen del bum que han fet les xarxes socials, ara molt presents per a Eurovisió. En efecte, els periodistes especialitzats en Eurovisió passen a fer entrevistes i informar sobre el concurs mitjançant Facebook, Instagram o Twitter (X). YouTube es torna un recurs molt habitual. Neix amb això uns espectadors connectats que editen vídeos a YouTube on hi fan les seues apostes, on hi comenten igualment cada candidat i les seues possibilitats de passar, etc. WiWiBloggs, inicialment a Instagram, es tornen sens dubte la cara d'esta nova generació. El canal s'expandix a YouTube o Twitter (X). Són els responsables de l'actualitat del certamen.
Malta, que entén ràpidament la dinàmica, s'avantposa i tot a Tik Tok i anima el públic a aprendre's la coreografia mitjançant YouTube (Kurt Calleja, This Is The Night). És copiada per Espanya (Barei, Say Yey!).

El festival genera una multitud d'audiència a les xarxes socials. Per exemple, a YouTube aconseguïx un 7,6 milions d'espectadors, a Tik Tok 5,1 milions de reproduccions, a Facebook uns 24 milions de persones més i a Instaggram, 13 milions de visites. 
A banda, veiem com s'introduïxen robots a les actuacions (Chingiz, Truth), drons als videoclips de presentació (Hovi Star, Made of Stars) o patinets elèctrics a l'interval (Mans Zelmerlöw, Fire In The Rain). 
El CD del concurs continua venent-se al mercat, però la UER trasllada els CD a Spotify, Apple Music i Amazon Music.

### Època de folc i rock
Els 2010 són una època molt moderna per al festival. Per exemple, Noruega emet una flashmob a l'interval amb l'ajuda dels Madcom o Txèquia (Mikolas Josef, Lie To Me) omple la seua actuació de referències a la cultura bro com ara el ball del swish. El folc anglosaxó, tornat de moda gràcies a Gotye (Somebody I Used to Know), Ed Sheeran (Galway Girl) i Niall Horan (Slow Hands), ex-membre de la boyband One Direction, fa caminar el festival cap una varietat de sons folc. Exemple d'això, 
| - Polònia (Donatan & Celo, My Slowianic) - Belarús (Neviband, Story of My Life) - Geòrgia (The Shin and Mariko, Three Minutes to Earth) - Eslovàquia (Kristina Pelakova, Horehronie) - Holanda (Sieneke, Ik Ben Verliefd Sha-la-lie) - Rússia (Peter Nalitch & Friends, Lost And Forgotten)) | - Grècia (Koza Mostra ft. Agathon Iakovidis, Alcohol Is Free) - Alemanya (Elaiza, Is It Right) - Suïssa (Sebalter, Hunter of Stars) - Finlàndia (Kuunkuiskaajat, Työlki Ellää) - Eslovènia (Ansambel Žlindra & Kalamari, Narodnozabavni Rock) - Grècia (Giorgos Alkaios & Friends, OPA) - Rússia (Buranovskiye Babushki, Party For Everybody) | - Hongria (Bye Alex, Kedvesen) - Malta (Firelight, Corning Home) - Bòsnia-Hercegovina (Dino Merlin, Love In Rewind) - Lituània (InCulto, Eastern European Funk) - Sèrbia (Milan Stanković, Ovo Je Balkan) |

L'altra cara de la modernitat, és que el rock persistix a Eurovisió. En efecte, el rock desaparïx a partir dels anys 2010 i és substituït pel folc anglosaxó. Però a Eurovisió els països seguïxen apostant pel rock, dur com tou,
| - Turquia (maNga, We Could Be The Sound) - Geòrgia (Eldrine, One More Day) - Suïssa (Sinplus, Unbreakable) - Belarús (Lite Sound, We Are The Heroes) - Israel (Izabo, Time) - Bòsnia-Hercegovina (Vukašin Brajić, Thunder And Lightning) | - Turquia (Yükset Sabaket, Live It Up) - Dinamarca (A Friend In London, New Tomorrow) - Lituània (Andrius, Pojavis) - Eslovàquia (Ma Jason Mai, Don't Close Your Eyes) - Islàndia (Pollapönk, No prejudice) - Itàlia (Emma, La mia città) | - Finlàndia (Blind Channel, Dark Side) - Dinamarca (Rasmussen, Higher Ground) - Xipre (Alter Ego, Minus One) - Hongria (AWS, Viszlát Nyár) |

Una gran novetat de la dècada és la introducció del pop-òpera. S'hi destaquen països com Grècia (Loucas Yiorkas ft. Stereo Mike, Watch My Dance), Romania (Cezar, It's My Live), Itàlia (Il Volo, Grande Amore), Austràlia (Kate Miller-Heidke, Zero Gravity) i França (Amay Vassili, Sognu).
Finalment, eixint d'estos gèneres, les millors interpretacions dins d'altres gèneres són:
| - Àustria (Nathan Trent, Running On Air) - Noruega (Jowst, Grab The Moment) - Xipre (Hovig, Gravity) - Israel (Nadev Guedji, Golden Boy) - Itàlia (Francesca Michielin, Non grado di separazione) - Bèlgica (Laura Tesoro, What's The Pressure) - Txèquia (Mikolas Josef, Lie To Me) - Austràlia (Guy Sebastian, Tonihgt Again) | - Suècia (Frans, If I Were Sorry) - Grècia (Freaky Fortune ft. Riskykidd, Rise Up) - Montenegre (Sergej Cetkovic, Moj Suijet) - Armènia (Aram MP3, Not Alone) - Ucraïna (Mariya Yaremchuk, Tick Tock) - Macedònia (Tijana, To The Sky) - Dinamarca (Emmelie de Forest, Only Tearchops) | - Sèrbia (Nina, Caraban) - Turquia (Can Bonomo, Love Me Back) - Hongria (Compact Disc, Sound Of On Hearts) - Itàlia (Nina Zilli, L'amore é femina) - Rússia (Alexej Vorobjov, Get You) - Sant Marí (Serhat, Say Na Na Na) - Malta (Michela, Chameleon) - Suècia (John Lundvik, Too Late For Love) |

### Estrelles de la cançó o de l'estiu
Eurovisió porta a l'estrellat en esta època a Ivi Adamous (La La Love, Xipre), Eleftheria Eleftheriou (Aphrodisiac, Grècia), Mandinga (Zaleilah, Romania), Loreen (Euphoria, Suècia), Sergey Lazarev (Scream, Rússia), Il Volo (Grande Amore, Itàlia), Polina Genova (If Love Was A Crime, Bulgària), Netta (Toy, Israel), Aram MP3 (Not Alone, Armènia), Mikolas Josef (Lie To Me, Txèquia), Tooji (Stay, Noruega), Jedward (Lipstick, Irlanda), etc.
De tots cal subratllar l'èxit increïble de la xipriota Eleni Foureira (Fuego) a Espanya i els Balcans. La bona producció de Fuego fa que el país ho intente de nou amb Tamta (Replay) o que països com Suïssa (Luca Hänni, She Got Me) intenten reproduir l'espectacular escenificació xipriota en versió masculina. Luca Hänni fou èxit als Països Catalans i als països germanòfons. Mahmood (Soldi) també es projectà com a èxit als Països Catalans, Espanya i el País Basc, a més d'Itàlia.
Loreen, per la seua banda, fa la volta a Europa i aconseguïx 9 milions d'escoltes mensuals a Spotify mentre que el neerlandès Ducan Laurence (Arcada) es fa amb 7 milions d'escoltes mensuals a Spotify.

El suec Benjamin Ingrosso fa èxit adoptant la synthwave (Dance You Off). 
Molts països envien les seues estrelles de la música. És el cas d'Austràlia (Guy Sebastian, Tonight Again), Suècia (Eric Sade, Popular), Estònia (Getter Jarani, Rockefeller), Macedònia (Daniel Kajmakoski, Autumn Leaves), Finlàndia (Darude, Look Away) o Espanya (El Sueño de Morfeo, Contigo hasta el final). 
Les audiències van tant bé que Justin Timberlake (Can't Stop The Feeling) aprofita l'interval per a rellançar la seua carrera musical. Madonna també hi actua per primera volta a la història del concurs. Dos dels seus ballarins pugen durant l'actuació una piràmide amb una bandera israeliana i palestina donats de la mà. L'organització del concurs, concretament Israel, allunya el zoom per tal que no es puga veure. L'afer crea polèmica. Rússia, per la seua banda, convida la seua representant Polina Gagarina (A Millions Voices) a cantar per la final de la Copa de la FIFA (Komanda, ft. Egor Creed & Dj Smash).
Cal pensar que Eurovisió genera en esta dècada unes audiències del 40% de mitjana. A països com Islàndia prop del 96% de la població mira l'euro-festival. A Noruega, Suècia o Finlàndia, l'audiència és de prop del 80%. A Armènia els percentatges arriben igualment al 70% i 80%. Hi ha més i més països a la llista, com ara els Països Baixos (Flandes i Holanda), Grècia, Lituània, Dinamarca o Estònia.
La UER, decidida de fer-se amb el planeta, accedix a autoritzar a la Xina d'emetre el concurs, però prompte es convida el país a participar-hi. Finalment no serà així, tot i que alguns països com Croàcia (Nina Kraljic, Lighthouse), Alemanya (Jamie-Lee, Ghost) i Itàlia (Francesco Gabbani, Occidentali's Karma) s'atrevixen amb un toc oriental. Cal pensar que la dècada els 2010 és la de l'explosió del k-pop al món. Per a escoltar k-pop al certàmen d'Eurovisió caldrà esperar l'any 2021. Austràlia (Montaigne, Technicolour) proposa una balada amb tocs k-pop, tot i que no és veritablement k-pop. En canvi, fruït de l'èxit del concurs, la UER renova la imatge de l'Eurovisió Young Musicians, festival dedicat a la música clàssica i al talent jove en esta àrea.
També es treu a la venda la primera pel·lícula sobre Eurovisió (Eurovision Song Contest: The Story of Fire Saga), l'Àfrica obre el seu propi Eurovisió (AfriMusic) i s'intenta obrir un Eurovisió a l'Àsia.

### El concurs s'apropa al públic gai
Després de prohibir a les t.A.T.u. de besar-se, l'EUR s'atansa expressament al col·lectiu gai. Exemple d'això el primer petó lèsbic a l'escenari del concurs l'any 2013. Kristina Siegfrids, representant de Finlàndia, feia una crida als polítics del seu país. Amb Marry Me reivindicava que els homosexuals finlandesos tenen dret de casar-se. És doncs una proclama política, fet que està prohibit pel reglament, però la UER l'autoritza. Turquia, Grècia, Rússia i la Xina apaguen llavors la retransmissió per a evitar que el públic veja dues noies besant-se.
Els euro-clubs, els euro-fans i tot l'ambient que fa bellugar el concurs van plens d'homosexuals. És un públic molt fidel que permet l'existència d'Eurovisió perquè seguïx el concurs tot l’any. Sociòlegs de tota mena ho estudien. Resulta que el certamen atreu el públic homosexual home, però, a més, per als sociòlegs seria una mena d’aparador on els homosexuals poden gaudir d’una masculinitat no masclista. És a dir, permet mostrar els seus sentiments, cosa que el model volgut per la societat patriarcal prohibix als homes. A Eurovisió, en efecte, s'hi pot ballar, cantar o expressar l'amor, la tristesa o l’alegria sense que això derive en insults homofòbics. La societat patriarcal voldria que els homes siguen forts, valents i sense sentiments, per tant, no se'ls atorga el dret de ballar, associat a les dones, etc. Eurovisió expressa la masculinitat sense masclisme.
S'ha de vigilar, però, de fer-ne un clixé. Eurovisió atreu en esta dècada prop de 200 milions de telespectadors al món. Difícilment tots estos espectadors són gais. Malgrat això les notícies de premsa sovintegen: el futbol seria d’heterosexuals i Eurovisió d’homosexuals. La realitat no és esta, bé que el món de l'esport continua essent molt misògin i homofòbic, principalment el futbol i el rugbi. En tot cas, Eurovisió s'obre en esta dècada al col·lectiu LGBTI autoritzant banderes arc-iris, promocionant-ne els artistes gais o organitzant festes gais de temàtica eurovisiva. Eurovisió reflectix en realitat una evolució. De ser un festival homofòbic a autoritzar els besos gais, el recorregut és llarg.
Les demostracions obertes de suport al públic gai es varen apreciar en primer lloc amb la candidata finlandesa l'any 2013, ja n'hem parlat, però també l'any 2015 a Lituània. Monika i Vaidas cantaven a l'amor, vulga ser entre persones de mateix sexe, vulga ser entre persones de sexe oposat. A l'actuació dos ballarins gais es besen i dos ballarins heterosexuals també es besen. El país no autoritza llavors el matrimoni gai, l'actuació es torna quelcom més.
L'any 2019 França aposta per Bilal Hassini. Roi, cançó que representa el país, parla d'empoderar-se com a homosexual. Bilal és musulmà i homosexual. És tot una desafiament aleshores. Els països àrabs prohibixen l'homosexualitat. El cantant que juga amb l'androgínia, va ser un èxit espectacular als països francòfons. A banda, l'any 2018 el representant irlandès, Ryan O'Shaughnessy (Together), reprèn l'actuació lituana del 2015. Els ballarins expressen a través del ball l'amor entre dues persones de mateix sexe. La Xina, que emet per primer cop Eurovisió, es retira de la UER perquè l'actuació irlandesa no anava en acord amb la moral imposada per la dictadura.
Durant la dècada diversos artistes, representants de cada país, confessen públicament la seua homosexualitat o bisexualitat. És el cas de la sueca Loreen (Euphoria), guanyadora del 2012, de Duncan James, membre dels Blue (I Can) i representant del Regne Unit, Hovi Star (Made of Stars), representant israelià, Douwe Bob (Slow Down), representant neerlandès, Slavko Kalezic (Space), representant macedonià, Tom Hugo, membre dels KEiiNO (Spirit In The Sky) i representant noruec, Duncan Laurence (Arcade), representant neerlandès, i, finalment, Saara Aalto (Monsters), representant finlandesa.
Tanmateix, l'any 2014 l'Europa de l'est muntà un gran escàndol. Àustria hi envia a Conchita Wurst. Rise Like A Phoenix és una balada normalota, tot i que cantada per una drag queen. Conchita és efectivament un home vestit de dona, però amb barba. Hongria i Turquia marxen del concurs. Hongria arguïx que Eurovisió s'hauria tornat "massa homosexual" [trd.]. Rússia amenaça de crear el seu propi Eurovisió per a no haver de competir amb països que, segons el règim, fan propaganda a l'homosexualitat. L'extrema dreta del país s'ataca a la seua pròpia representant (Polina Gagarina, A Milions Voices) per haver-se abraçat amb Conchita Wurst i haver-ho publicat a les xarxes socials. El representant armanià, Aram MP3 (Not Alone), per la seua banda, fa befa de Conchita Wurst. Li seguiren Sèrbia, Croàcia, Ucraïna o Belarús.
Per tal de promoure els drets civils, el parlament europeu acull llavors a la Conchita Wurst. Discursa i canta, l'òrgan volia donar suport a la cantant després d'haver-se trobat amb tanta homofòbia a l'est d'Europa. El cas és que l'est d'Europa encara ha de fer molta feina. La majoria de països no viuen llavors en una democràcia liberal. El capitalisme sí ha penetrat, però de forma general, la transició de la dictadura comunista cap a la democràcia ha fallat. Països com Romania o Moldàvia tenen grans dificultats de separar els poders per una corrupció sistèmica. Hongria o Polònia basculen cap a l'extrema dreta. Belarús és una dictadura i els únics països que viuen realment en una democràcia són els bàltics.
L'homosexualitat és molt perseguida i això ja ve de lluny. L'any 2007, per exemple, Marija Serifovic (Molitva), representant serbiana, escenifica i dedica la seua cançó a l'amor lèsbic, tot i que d'això només ho sabrem l'any 2022 quan la cantant ix de l'armari. L'homofòbia ambient feia difícil que extressara públicament que eixa cançó es dedicava a les relacions de mateix sexe. Eslovènia, per la seua banda, troba dificultats d'entrar a la Unió Europea perquè el parlament europeu es va inquietar de l'homofòbia dirigida contra els representants eslovens (Sestre, Samo Ljubezen) del 2002. Per tot això, Eurovisió ajuda a trencar els tabús en esta dècada. És un reflex del món de la música. Als 2010 cantants com Lady Gaga, Ke$ha o Katy Perry donen suport a la població homosexual. Macklemore és també el primer raper que no insulta homosexuals mentre que el hip hop obre les portes a les dones com la Nicki Minaj o Jessie J. Cal recordar que ens trobem en l'època del #MeToo, victoriós a Eurovisió gràcies a Israel (Netta, Toy).
Esta homofòbia a l'est d'Europa posa Eurovisió en entredit. És hipòcrita voler promoure els drets civils quan resulta que el concurs obre les portes a dictadures com la belarussa, l'àzeri, l'hongaresa, la russa o la turca. L'Azerbaïtjan s'atrevix fins i tot a jugar el rol de gailòfila l'any 2020 (Efendi, Cleopatra), quan l'homosexualitat no és autoritzada al país.

### La polèmica censura de banderes
El 2010 comença amb molt de moviment a Espanya, el Regne Unit i Dinamarca. Bèlgica ja porta un temps ençà inquieta. El 10 de juliol del 2010 una manifestació massiva omple els carrers de Barcelona per a demanar la independència de Catalunya. El carrer crida alt i fort: "som una nació, nosaltres decidim". Els propers anys i fins al final de la dècada, les manifestacions a Barcelona o a Edinburg es tornen més massives encara. Milions de persones ixen als carrers a demanar la independència d'Escòcia i Catalunya. Escòcia celebra el seu primer referèndum d'indpendència amb l'acord de Londres, Catalunya també celebra un referèndum d'independència, sense l'acord de Madrid perquè l'estat espanyol ha auto-considerat que Catalunya no és una nació.
Són dues maneres d'abordar una mateixa qüestió. Mentre Londres autoritza els escocesos a votar i obre el procés a unes eleccions democràtiques, l'estat espanyol envia per cel, mar i terra tropes i policies a l'engrós a apallissar els votants que es veuen obligats a fer resistència passiva. Però Escòcia i Catalunya no són pas les úniques independències que estan en joc. Grenlàndia, Còrsega o les Illes Fèroe també hi vol accedir i els flamencs de Bèlgica es discutixen sobre si integrar finalment Holanda i formar els Països Baixos o separar-se simplement de Valònia.
La dècada sencera posa en evidència la UER. En efecte, aparïxen estales, banderes escoceses, basques, nord-irlandeses, flamenques, greenlandeses i gal·leses al si del públic que asistix a Eurovisió. París i Madrid bullen. No els agrada gens ni mica que el poble puga expressar-se, encara menys que les nacions basca o catalana demanen la seua independència. L'any 2010, quan tot comença, Jimmy Jump, conegut per destrossar els partits de futbol amb les seues aparicions insòlites d'espontani, boicoteja l'actuació espanyola de Daniel Diges (Algo Pequeñito). És una aposta forta, RTVE vol recuperar posicions al festival. Però Jimmy Jump, enfadat per la retallada de l'Estatut d'Autonomia de Catalunya de 2006, que explicitava clarament que Catalunya és una nació, enfila una barretina i es presenta en mig de l'escenari on hi queda uns quants segons, fins que arriba la seguretat i l'expulsa.
Londres, més pragmàtica, diu que no li costaria res autoritzar a Escòcia i Gal·les de presentar-se a Eurovisió. De fet, romia fer-ho a l'Eurojúnior i ho autoritza l'any 2018 per a Gal·les. Però és clar, això Madrid i París no ho poden suportar. Més pragmàtica encara, Noruega es presenta al 2019 a Eurovisió amb una cançó cantada en anglès i sami, llengua dels pobles de l’àrtic. El públic ovaciona els KEiiNO (Spirit In The Sky). No és pas la primera mostra de suport als pobles indígenes del nord d'Europa. Suècia es va presentar l'any 2000 amb Roger Pontare que va fer-hi una exhibició de la cultura sami amb When Spirits Are Calling My Name. Dinamarca autoritza el referèndum, només que cal Grenlàndia es pose d'acord.
Però això Madrid i París no ho entenen pas. La UER es veu forçada a censurar les banderes catalana, escocesa, basca, gal·lesa, flamenca o greenlandesa. El públic ja no podrà brandar-les i això crea polèmica. Els amics de la tolerància social creen una llista negra de banderes prohibides on s'hi afig la basca, l'estelada o la d'Estat Islàmic. Tant a Escòcia com a Catalunya i el País Basc, els dirigents polítics s'insurgixen. No és normal posar en una mateixa safata Daeix i l'ikurrinya. Públicament, la UER se'n disculpa i diu corregir-ho, rere les càmeres censura les banderes. L'any 2018 es va intentar col·lar una estalada entre el públic, però no es va poder i es va rebre com a resposta que era "una bandera molt perillosa" [trd.]. Perillosa per a les elits de Madrid i París, perquè la resta del món no ho veu així.
El Regne Unit, decidit a no exercir la violència i donar-se una molt bona imatge, crida la boy band Blue (I Can) l'any 2011, 10 milions de còpies exhaurides de discs al món durant els 2000, a representar la unitat a Eurovisió. Antony Costa, contràriament a la delegació espanyola, no s'amaga d'exhibir als videoclips la bandera escocesa. És tota una tradició, gairebé tots els músics eixits del Regne Unit amb ressò internacional han aixecat algun cop l'Union Jack. Esta vegada s'exhibix la bandera escocesa, malgrat que en signe d'unió. França, temorosa que Còrsega es faça independent, canta altre cop en cors (Amay Vassili, Sognu).
La polèmica no es va acabar ací, l'any 2019 Islàndia envia un grup de heavy metal a Eurovisió. Hatari (Hatrið mun sigra) hi fa una actuació increïblement fetitxista. Focs, dues dones en una jaula, un sodoma en mig de l'escenari, un altre ballarí que seguix el ritme amb el fuet i molt de cuir a la vestimenta. L'actuació tota sola és ja escandalosa, però la UER veié més escandalós que el grup volguera exhibir una bandera palestina a la green room com a signe de suport al poble palestí. També prohibida, la bandera li val una sanció a Islàndia.

### El boicot a l'actuació britànica
La pèssima i neo-liberal gestió de la Gran Recessió del 2008 per part de França, Alemanya i la Troika fa que Europa bascule en pocs anys de l'extrema esquerra cap a l'extrema dreta. Això afegit a les veleïtats russoamericanes a l'est d'Europa, hom explica perfectament que els 2010 fossen una dècada d'escepticismes en quant a la Unió Europea. Alguns països proposen de marxar-ne, cosa que enfurisma París. Londres, que vol jugar al paper de demòcrata, organitza un referèndum per a demanar als britànics si volen continuar a la Unió Europea o marxar-ne. Contra tot prognòstic, sense que això agrade a l'elit governant, el poble vota que vol eixir-ne.
A diferència de l'actitud del president francès Nicolas Sarkozy amb el referèndum sobre la constitució europea, Londres accepta la derrota i se'n va de la Unió Europea, no sense rebre el boicot a Eurovisió. L'any 2018, efectivament, SuRie representa el país amb Storm. És una bona balada. Creix mentre avança. Té una bona melodia, anima el públic a acompanyar el ritme amb els aplaudiments. S'enfonsa a les votacions i a l'escenari.
Un espontani irromp en directe durant l'actuació del país. Retira el micròfon a SuRie i la seguretat corre a treure'l de l'escenari. La premsa no ho diu obertament, però es discutix si l'home volia protestar contra el Brèxit. Elegant, la delegació del Regne Unit decidix que no cal repetir l'actuació i malgrat el bon fair-play del país, les votacions li atorguen el 24è lloc de la classificació final. En revisar el saboteig, ningú encara pot saber de què es queixava l'espontani.

### La victòria tàrtara de Crimea a Eurovisió
Ucraïna i Rússia continuen fent-se la guerra a Eurovisió durant esta dècada. Els 2010 són pre-bèl·lics. Efectivament Rússia prepara la invasió d’Ucraïna, però primer se centra en Crimea. La Revolució de l'Euromaidan rep com a resposta l'annexió de Crimea a través d’un referèndum organitzat sense el consentiment de Kíiv, però amb el suport de la població crimeana, majoritàriament russòfona.
Dins de Crimea hi viuen els tàtars, que són un poble turcòfon que practica l'islam, amb dret a estatut d’autonomia en el marc de la legislació ucraïnesa. L’any 2014 Rússia s'annexiona Crimea i suprimix tots els drets dels tàrtars. L'annexió és aleshores un fet perquè malgrat tota la propaganda occidental que anunciava la victòria que mai no tingué lloc, Ucraïna no rebé el suport de ningú i Rússia s'annexionà Crimea sense cap mena de problema. Això va repercutir a Eurovisió. Els crimeans s'auto-votaren en l’edició del 2014 perquè malgrat que la UER no reconeguera l'annexió, la realitat és que la península estava annexionada i votà majoritàriament a Rússia. Degut a la situació, Ucraïna no es presentà a Eurovisió l'any 2015.
Ucraïna va enviar l’any 2016 a Eurovisió una cançó protesta, carregada de contingut polític. Tot amb l’autorització de la UER, i malgrat les queixes presentades per Rússia, Jamala, tàrtara, representà Ucraïna amb el tema 1944. La cançó, interpretada en tàrtar, parla de la deportació en mans del dictador Stalin de la qual foren objecte els tàrtars de Crimea l’any 1944. Eixe any el podi es va disputar entre Austràlia, Ucraïna i Rússia. Quedà en primer lloc la cançó ucraïnesa, en segon l’australiana (Dami Im, Sound Of Silence) i en tercer lloc la russa. Això fou possible per la votació del jurat que es conjurà per a donar veu a Ucraïna. Els vots populars donaven la victòria a Rússia (Sergey Lazarev, You Are The Only One).
Des del 2013 ençà que Rússia patia de xiulades molt sorolloses als platons d’Eurovisió. Però l’any 2016 és la premsa occidental qui xiula contra Rússia. El britànic The Sun va publicar una falsa notícia relacionada amb Sergey Lazarev. Segons el periòdic sensacionalista, el cantant hauria sigut actor de pornografia abans de dedicar-se a la música. La premsa occidental divulga la informació sense contrastar-la i donant-la per bona. La intenció del The Sun era difamar públicament la candidatura russa. El cantant mai no ha sigut actor de pornografia, és favorable al matrimoni homosexual, es va mostrar obert amb la premsa gai del certamen i simplement va ser víctima de les tensions polítiques entre Ucraïna i Rússia. El cantant es va pronunciar en contra de la invasió d’Ucraïna. L'any de la invasió d'Ucraïna, el govern rus ordena la detenció de Jamala, refugiada a Turquia.
Les tensions entre Ucraïna i Rússia augmentaren a mesura que avançà la dècada. L'any 2017, quan Ucraïna ha d'organitzar el concurs, el govern ucraïnès no deixa entrar la candidata russa en territori nacional. El xoc diplomàtic no se salva. La UER accepta que el govern ucraïnès expulse a Julia Samoilova. La cantant, paraplègica, hauria participat en el concert a Crimea en honor a l'annexió i això incomodà el govern ucraïnès. L'any següent, Ucraïna envia una altra cançó política, però d'este cop a l'Eurojúnior.
Els conflictes continuen l'any 2019 i 2020. Ucraïna volia enviar a Eurovisió a l'artista Maruv (Siren Song, Bang!). El problema es va presentar quan la televisió pública d'Ucraïna va voler signar el contracte amb Maruv. Exigia que no podia fer cap concert ni cap aparició pública a Rússia. Això la cantant no ho va acceptar. Ucraïna es veu en l'obligació de retirar-se mentre que el govern rus declara públicament que les sirenes de la cançó anuncien les bombes que cauran sobre Kíiv. El govern ucraïnès demana fer llavors un llistat d'artistes prohibits d'exhibir-se a Eurovisió. Però la situació es repetix l'any 2019 amb Alina Pash. La cantant renuncia perquè el document d’entrada a Crimea des d’Ucraïna que el seu equip li va entregar no era oficial, ja que no va ser emès pel Servei Estatal de Fronteres, tal com establix la legislació ucraïnesa. Alina Pash recorda durant l'escandalera que no és política, sinó artista.

### El dossier kossovès
En la seqüència de la dissolució de Iugoslàvia, Kosovo proclama la seua independència l'any 2008. Sèrbia vol repetir un genocidi més a Kosovo, però els EUA ho eviten i instal·len en contrapartida a la independència les seues bases militars al territori kosovar.
Tant bon punt accedix a la independència, Kosovo sol·licita participar a Eurovisió. La UER li denega este dret, però el país torna a sol·licitar-ho de nou als 2010, tot i que la UER torna a denegar-li el dret. Les causes per les quals la UER ho fa s'expliquen per les amenaces d'Espanya, Rússia, Romania i Sèrbia. Tots estos països diuen abandonar definitivament el concurs si la UER accepta Kosovo com a membre més.
Sèrbia fa de Kosovo territori seu perquè l'any 1389 Sèrbia i l'Imperi otomà hi haurien lliurat una batalla fonamental que haurien guanyat els serbians. Kosovo, però, practica molt majoritàriament l'islam a pesar que Sèrbia ho considera una desapropiació d'allò estrictament serbià. Sèrbia considera que l'islam és un rastre de l'Imperi otomà i que no fa raó de ser a Kossove. Resumidament, per a Sèrbia, Kossove n'és una regió seua, amb practicants musulmans. No accepta gens ni mica la independència de Kossove. Rússia dona suport a Sèrbia perquè del segle XIX estan, l'Imperi rus cultiva bones relacions amb Sèrbia per a poder accedir a la mar.
Kossove, de fet, no és cap nació. Forma part del territori albanès. El nacionalisme albanès és irredemptista i considera, amb encert, que Kossove forma part del seu territori. Però això Sèrbia no ho vol pas acceptar. Quan Kossove accedix a la independència, és per a castigar Sèrbia de voler provocar genocidis a l'antiga Iugoslàvia. Fou una solució in extremis. Sèrbia sempre maltractà Kosovo durant l'existència de Iugoslàvia perquè no considera els kossovesos eslaus. Entre altres mesures polèmiques, els kossovesos no tenien accés a l'educació. La lluita dels kossovesos els permet obtenir una autonomia, no pas un estat federal com haurien volgut.
Romania considera en virtut de l'estatut d'autonomia, no pas de federació, que Kossove és una regió de Sèrbia. Però per a Romania el problema és més complex. Transsilvània és una regió romanesa que vol fer secessió. No és cap nació, sinó territori romanès amb població hongaresa. És el fruït de la dissolució de l'Imperi hongarès. Però Hongria no ho veu així i atia la població transsilvana a desestabilitzar el país, en lloc d'incentivar-la a integrar-se a la nova realitat. Per a Romania, Kossove i Transsilvània són la mateixa cosa. Rússia imita Hongria després de la caiguda del mur de Berlín al Transdnièster, regió moldava. Moldàvia és efectivament una regió de Romania, però proclama la seua independència en caure el mur perquè el territori transdniester li genera problemes. Rússia hi atia la població del Transdnièster i s'autoproclamen independents l'any 1990. Només Rússia en reconix la independència i la intenció era poder encerclar Ucraïna per a envair-la l'any 2022.
Amb tot, Kossove no pot participar a Eurovisió, però Moldàvia sí. Durant la resta de la història d'Eurovisió, Moldàvia se servix del festival per a construir-se com a nació a banda de Romania, si més no, donar la imatge d'una nació a banda. Això sí, per a no inflamar l'ira del Transdnièster, que encara es considera una república soviètica, traduïx l'any 2021 la cançó moldava (Natalia Gordienko, Sugar) al rus. Això no obstant, Moldàvia haurà demostrat durant la seua participació als 2000 i 2010 d'aportar molt bona música al concurs, amb propostes força millors que el veí romanès. Un exmple, l'any 2005 (Zdob si Zbub, Boonika bage doba), l'any 2006 (Arsenium ft. Natalia Gordienko, Loca), l'any 2010 (SunStroke Project & Olia Tira, Run Away), l'any 2013 (Aliona Moon, O mie), l'any 2015 (Eduard Romanyuta, I Want Your Love), l'any 2017 (SunStroke Project, Hey Mamma), etc.
En darrer lloc, Espanya sap que catalans, bascs i gallecs són una nacions i com que veu projectat el seu futur a la caiguda del mur de Berlín, no reconix Kossove com a estat a banda.

### Armènia i l'Azerbaïtjan s'enreden
L'afer data de les primeres participacions a Eurovisió. Al 2009, per exemple, la UER inicia una línia d'investigació. L'Azerbaïtjan hauria estat monitoritzant els vots del públic per a reprimir els qui votaven a Armènia. El canal de televisió públic també hauria estat censurant l'emissió de l'actuació armènia. Els dos països no es voten mútuament, el cas és greu i explicatiu de la crisi que es desenvolupa al Caucas després de la caiguda del mur de Berlín. Una volta més, Eurovisió en serà l'escenari.
Amb la doctrina del dividix i venceràs, la Unió Soviètica va procedir a repartir zitzània al Caucas per tal de garantir-se l’accés al gas de la regió. La intenció del dictador Stalin era debilitar les aleshores repúbliques federals de Geòrgia, Armènia i l'Azerbaïtjan. Desplaça poblacions armènis a la regió hui àzeri de l’Alt Karabakh i poblacions àzeris a la regió hui armènia del Nakhtxivan. Atorga autonomies a estes regions, així com a les regions georgianes d’Ossètia del Sud, etc.
En caure el mur de Berlín, esta divisió anti-natural del territori caucasià genera problemes entre Armènia i l'Azerbaïtjan perquè els dos estats reclamen els territoris partits. Armènia demana la integració de l’Alt Karabkh al territori nacional. A més, Armènia és majoritàriament de confessió cristiana, l'Azerbaïtjan és de confessió majoritàriament musulmana. Això vol dir que hi ha diferències en la manera de viure i concebre la societat. Com que els EUA, Anglaterra i França no volen que Rússia es beneficie dels diners que genera la circulació del gas a la zona, no volen pas que estos països es facen la pau i redibuixen les fronteres d’acord amb la realitat nacional.
Les relacions entre l'Azerbaïtjan i Armènia són profundament dolentes i Eurovisió ho va posar de manifest. L'any 2006, per exemple, el representant armenià (André, Without Your Love) prové de l'Alt Karabkh. L'any 2012, després que l'Azerbaïtjan guanyara el concurs l'any anterior (Ell & Nikki, Running Scared), Armènia es retira del concurs com a signe de protesta. Un nou incident militar entre els dos països provoca la fúria d'Armènia, gens contenta, d'altra banda, per les declaracions del dictador àzeri. L'Azerbaïtjan es vestix de gala i fa propaganda a la dictadura. Vol mostrar-se modern, desenvolupat i lliure, la realitat és que el règim arresta llavors activistes que protestaven contra el règim amb l'avinentesa que hi ha tots els focus posats al país per Eurovisió. Amnistia Internacional aprofita el cas per a recordar que el país no respecta el drets humans.
Tant és així que el gendre del dictador es dona el privilegi d'actuar a l'interval del xou. Els comentaristes francesos difamen llavors el país durant la retransmissió. L'any 2015, però, Armènia preferix enviar una cançó protesta. Cantaven els Geanology amb Face the Shadow. S'acusa el país de fer politiqueig. La cançó contindria missatges subliminals que demanarien a Turquia de reconèixer finalment el genocidi armeni. L'Azerbaïtjan també va dirigit. El país manté normes islamistes. Armènia ho contesta. Cal recordar que l'Iran va criticar el seu aliat àzeri d'anti-islamista per voler acollir el festival l'any 2012 que a perè del país persa, és molt gai.
Nous enfrontaments militars l'any 2016 entre armenis i àzeris porta a un nou episodi de desencontre diplomàtic al certamen. La candidata armeniana Iveta Mukuchyan (LoveWave) enarbora una bandera de l'Alt Karabakh a la green room durant les votacions. La bandera està prohibida, però la cantant s'hi atrevix igualment. És una resposta a les hostilitats militars del veí.
Tot acabant la dècada, la televisió pública de l'Azerbaïtjan es queixa a la UER perquè als gràfics de l'emissió, el Nakhtxivan no havia estat inclòs en el dibuix territorial àzeri.
Si llegim el conflictes en termes de competició, l'Azerbaïtjan és clarament la veu cantant del Caucas. Les propostes de l'Azerbaïtjan són tant bones que només es queda a la semi-final una edició. Sempre passa a la final i es col·loca entre els primers. Això és gràcies a interpretacions com Ell & Nikki (Running Scared), Farid Mammadov (Hold Me), Elnur Huseynow (Hour Of The Wolf), Samra (Miracle), Dihaj (Skeletons), Chingiz (Truth), etc.

## Els anys 2020 a Eurovisió

### La pandèmia de COVID-19 cancel·la Eurovisió
Eurovisió comença molt malament la dècada. La declaració de pandèmia degut a la COVID-19 per part de l'Organització Mundial de la Salut obliga la UER a cancel·lar el programa l'any 2020. Els governs dels món sencer prenen mesures draconianes per a evitar el contagi. Per exemple, es confina la població a casa fins que no hi haja vaccí.
Les mesures també varen ser draconianes per a la UER. En primer lloc es planteja si s'ha de celebrar o no l'Eurojúnior, que finalment es farà, però amb els enregistraments previs de les candidatures per tal d'evitar el contacte físic. L'emissió es fa sense públic i es recórrer moltíssim a la videotrucada. L'Eurovisió Júnior té menys participants que la seua versió adulta. Resulta aleshores una mica complicat procedir de la mateixa manera amb prop de 40 països. La UER anul·la doncs el festival del 2020.
La solució fou in extremis perquè tots els països ja havien presentat les seues candidatures, havien publicat els videoclips i ja n'havien posat a la venda les cançons. Les cases d'aposta ja havien començat a fer circular els diners. El país amfitrió ja s'hi havia deixat els diners, hagué de reportar la transmissió per a l'any següent. Es llançà el CD amb les cançons de l'any, però no s'emeté cap gala.
Les cases d'apostes ens permeten imaginar com hauria estat la gala si s'haguera retransmès. Rússia (Little Big, Uno), Suècia (The Mamas, Move), Àustria (Vicent Bueno, Alive), Irlanda (Lesley Roy, Story of My Life), l'Azerbaïtjan (Efendi, Cleopatra), Sèrbia (Hurricane, Hasta la vista), Sant Marí (Senhit, Freaky), Suïssa (Gjon's Tears, Répondez-moi), Lituània (The Roop, On Fire) i Islàndia (Daði & Gagnamagnið, Think About Things) tenien molts punts per a passar a la final.
Les coses es complicaven a la final, on s'afegia el representant britànic (James Newman, My Last Breath) com a favorit. Islàndia havia aconseguit tornar-se viral a Europa gràcies a Tik Tok mentre que les cases d'apostes posaven els ulls sobre la participació russa i sueca. El cor de gòspel suec, primera vegada que es faria a Eurovisió, tenia molts punts de guanyar. No pas molt enrere, era possible que quedassen igualment ben classificats l'Azerbaïtjan, Islàndia o Sant Marí.
Molts artistes del 2020 tornen a presentar-se al 2021, però ja no són les mateixes cançons. Països com Irlanda, Espanya o l'Azerbaïtjan perden tot el potencial a pesar de presentar-hi els mateixos cantants.

### La invasió russa d'Ucraïna
L'any 2022 Rússia envaïx Ucraïna en la seqüència d'esdeveniments que porten de la Revolució Taronja a l'Euromaidan. Els països del sistema atlantista, perquè la resta del món fa costat a Rússia, decidixen procedir a una cancel·lació massiva de la cultura russa com a forma de represàlia per la invasió. Netflix, Disney o HBO tanquen els seus productes a Rússia. A Europa s'hi cancel·len treatres, òperes i tot tipus d'exhibició cultural russa. Els concerts de Green Day, Nick Cave, Iggy Pop o Franz Ferdinand són cancel·lats a Rússia. El cinema rus també és cancel·lat i les productores estatunidenques deixen d'estrenar pel·lícules a Rússia. El país es veu forçat a piratejar els films a les sales de cinema.
La UER s'hi afig i expulsa Rússia del concurs el mateix any de la invasió. El país havia començat molt bé la dècada amb propostes com Little Big (Uno) i Manizha (Russian Woman). Els Little Big aconseguïxen efectivament que la seua proposta al certamen es torne viral gràcies a Tik Tok. El mateix any de la invasió, Ucraïna guanya el concurs (Calush Orchestra, Stefania) amb una combinatòria esplèndida de folc amb rap, una crida a la resistència contra Rússia. El públic europeu, colpit per la guerra, li dona la victòria. L'any següent, la BBC ha d'organitzar el concurs perquè Ucraïna es troba envaïda. Txèquia hi presenta una cançó protesta contra el règim rus (Vesna, My Sister's Crown). Rússia intenta llavors trucar els televots mitjançant atacs informàtics contra l'organització.
Però les vares de mesurar de la UER mai no foren igualitàries. Belarús és expulsada d'Eurovisió només un any després de la invasió. El país és llavors la rere-guàrdia de Rússia. Si la invasió fou possible, és perquè el dictador belarús va permetre a les tropes russes de passar pel país. L'UER troba excuses alternatives per a expulsar Belarús. Crida a l'ordre perquè el país vol presentar una cançó (Galasy ZMesta, Ya Nachu Teyba) que fa evident que Eurovisió és politiqueig i després expulsa el país perquè no ha "respectat els valors de llibertat" de l'òrgan A la caiguda del mur de Berlín s'hi succeïx una nova dictadura però malgrat això el país va participar a Eurovisió des del primer minut. De cop i volta, l'UER s'adona que Belarús és una dictadura i hipòcritament l'expulsa del concurs. La dictadura abandona doncs Eurovisió després de fortes xiulades (Teo, Cheescake) i sense haver cantat belarús, d'acord amb les exigències russes. L'UER mai n'ha censurat les xiulades.
Amb la invasió s'esqueien més expulsions. Sèrbia no fou inquietada malgrat contribuir a l'assetjament contra Ucraïna. Aliada russa, promou la secessió del nord de Bòsnia i Hercegovina, de població majoritàriament serboparlant, de mateix procediment que els pro-russos amb el Dombàs. L'UER es limita a sancionar qui promogue la desintegració de Bòsnia i Hercegovina a Eurovisió, però no n'expulsa el país. Sèrbia compra armes a França, qui no vol ajudar gaire Ucraïna.
La situació toca de ple els Balcans que durant esta dècada estigueren a punt de desertar tots Eurovisió. Problemes financers de les televisions, promoció del descrèdit a través de població pro-russa, creixement dels partits russòfils o eleccions sota ingerència russa, Macedònia, Moldàvia, Romania, Bulgària, Bòsnia i Hercegovina o Montenegre són països que abandonaren temporalment o definitivament Eurovisió durant la dècada. Afers a part foren Hongria, que marxà perquè acusa el concurs de ser molt gai i Armènia, que no pot participar-hi l'any 2021 per les noves vel·leïtats amb l'Azerbaïtjan.

### El boicot europeu a Israel
Les tensions entre Israel i el món àrab ja havien fet mostra de canvis de mentalitat a Eurovisió. L'any 2000, per exemple, el grup Ping-Pong (Sameyak), que representava Israel, resolgué aixecar una bandera siriana al final de l'actuació per a demanar la pau. Uns quants anys després, l'any 2009, és la cantant Mira Award (There Must Be Another Way), representant israeliana, qui obliga l'organització a trobar-li una parella de cant que siga palestina.
Quan l'any 2014 comença el boicot europeu a Israel, el canvi de mentalitats s'ha consumit. Islàndia, Finlàndia, Suècia i Noruega fan saber que volen fer fora Israel del concurs. El país resol bombardejar arbitràriament Gaza per les 270 morts ocasionades pel Hamàs. Mata més de 60.000 innocents, com ara nens, enruna el paisatge palestí, destruïx hospitals, escoles, camps de refugiats, es desfà d'ONG, de periodistes i s'annexiona territori palestí.
Neix llavors un moviment global que pren inici a les universitats estatunidenques. Els joves ixen als carrers a demanar la fi del genocidi. Molts són wokes i diuen erigir-se contra unes institucions clacistes, misògines, colonialistes i racistes. Londres, París, Lisboa, Barcelona, Berlín, Viena, Varsòvia, Atenes o Estocolm, són moltes les ciutats que acullen manifestants contraris a les polítiques genocides d'Israel i els seus aliats. A nivell internacional, el Tribunal Penal Internacional sol·licita arrestar el president d'Israel, Benjamin Netanyahu, per genocidi. Àfrica del Sud porta justament el govern israelià als tribunals per genocidi. París i Berlín, sense complexos, prohibixen les manifestacions. Els Estats Units, França, Anglaterra i Alemanya reprimixen tota manifestació universitària. El govern estatunidenc i francès volgueren purgar alumnes d'universitats, com la de Harvard, per les seues idees.
Mentre durà el conflicte, Eurovisió es torna per primera vegada a la història un infern per a Israel, tot i que l'UER s'encarregà de fer baixar les pressions expulsant públic crític amb el país, prohibint les preguntes de periodistes a Israel, amenaçant els països de multes o expulsions en cas de perllongar el boicot. Res hi fa, el públic xiula a les actuacions d'Israel i són tant sonores que l'UER enllauna a cada any els aplaudiments a la televisió, tot apujant el so a la sala de concerts. La direcció, però, expulsa Rússia, Belarús i no pas Israel, fet que enfurisma més d'un país. Bèlgica, Suïssa, Grècia, Holanda, Espanya, Eslovènia i Irlanda s'unixen doncs a les protestes i contribuïxen al boicot contra Israel. Fins a 16 països presentaren queixes contra Israel. Els artistes mateixos que participen al certamen presenten el seu rebuig i Israel hi va respondre violentament, fins al punt de rebre una carta d'advertència de l'UER on s'hi especifica que la delegació israeliana seria allunyada de la resta de delegacions perquè, contràriament a les queixes d'Israel, era el mateix país qui provocava incidents; com ara contra la representant irlandesa (Bambie Thug, Doomsday Blue). Així, el candidat neerlandès (Joost Klein, Europapa), per exemple, hagué d'assumir un judici per suposada agressió sexual perquè va atrevir-se a demanar explicacions en plena compareixença a la delegació israeliana. Els tribunals dictaminaren que no hi hagué agressió, però l'UER desqualificà el país de la final. Casualitats poques, el fiscal del Tribunal Penal Internacional també és dut a judici per suposats abusos sexuals.
L'afer és que els artistes que hi participaren feren saber el seu enuig. Eric Saade (Popular), convidat suec, és exclòs del concurs després de presentar-se als assaigs amb un fulard palestí. Grècia (Klavdia, Asteromáta) envia una cançó de condol als refugiats i prop de 72 antics artistes d'Eurovisió envien una carta a l'UER per a demanar-ne l'expulsió. Hi trobem nacionalitats com ara Portugal, França, Irlanda, Turquia, Austràlia, Albània, Bòsnia i Hercegovina, Eslovènia o el Regne Unit. Fora de les sales de concert, diverses manifestacions demanen a cada any l'expulsió d'Israel, la més important de les qual fou encapçalada per Greta Thunber a Malmo. La televisió belga apaga l'emissió de l'actuació israeliana i RTVE envia una carta a l'UER per a obrir un debat intern. Entre l'UER i RTVE neix un desencontre seriós quan la segona resol llegir un manifest en plena emissió.
L'UER argumenta que cap delegació és autoritzada a fer-ne boicot perquè totes les televisions participants han de garantir la neutralitat de l'euro-festival. No s'entén doncs que l'UER autoritzara que Israel (Yyval Raphael, New Day Will Rise) enviara una supervivent dels atacs del Hamàs amb cançó política de recolzament. Això sí, l'òrgan obliga Malta (Mariana Conte, Kant) de canviar la lletra de la seva cançó perquè suposadament la tornada sonava a sexe. A cop de boicot, Israel renuncia presentar-se a l'Eurojúnior del 2024.
A la banda contrària, Amir (J'ai cherché), ex-representant francès, publica un nou single (Supernova) on canta contra l'oblit de les morts israelianes, però oblidant les palestines. El lobbi sionista és ben fort. Israel passa a la final i gairebé guanya el concurs. Les expulsions, els enllaunaments, la prohibició als periodistes de fer-li preguntes a Israel o les prohibicions de banderes palestines, totes estes mesures fan pensar aleshores que Israel compra el vot. Per això RTVE va demanar una auditoria dels vots a l'UER i Bèlgica, Eslovènia, Finlàndia, Irlanda, Sant Marí i Islàndia hi van fer costat. L'UER deia estar disposada a fer una revisió del sistema de votació, però no pas una auditoria de manera que no es va poder saber si Israel havia comprat els vots.

### Nou embolic de banderes
La dècada dels 2010 ja fou polèmica per la presència de banderes catalanes, grenlandeses o palestines al certàmen. El concurs va continuar tenint controvèrsies en aquesta dècada. Un grup d'eurofans aconsegueix col·lar una senyera entre el públic atesa la prohibició d'exhibir-hi estaledes. Però és novament censurat. Aparïxen queixes dirigides contra l'UER. L'òrgan autoritza les banderes gais, però no pas les de pobles com el gal·lès o l'escocès.
La doble mesura aplicada per l'UER arriba al seu màxim quan l'any 2025, cal prohibir la bandera arc-iris. La direcció aplica la prohibició a tot acte organitzat directament per la UER. Holanda, enutjada, demana a l'UER de fer marxa arrere i autoritzar la bandera gai entre el públic i dins les delegacions mateixes. Cal recordar que el guanyador suís (Nemo, The Code) exhibí una bandera no binària l'any 2024 com a suport a les diverses maneres de sentir el gènere.
La persistència de les queixes dur l'UER a autoritzar-les finalment totes. L'expulsió d'eurofans de la sala de concert per haver dut banderes palestines, per haver brandat clames contra el genocidi o haver pohibit els fulars palestins, tot plegat en context de guerra a Gaza, fa créixer aleshores la mala maror contra l'UER. La prohibició de la bandera gai ja és un gra massa. L'ens resol autoritzar doncs l'exhibició de banderes, sempre que no siguen "racistes", amb contingut "discriminatori, incitador a l'odi o la violència, així com símbols d'organitzacions terroristes o que puguen considerar-se ofensius o difamatoris".
L'afer revela de gran interès perquè l'any 2025 els representants islandesos (Væb, Róa) s'atrevixen políticament. Tot just quan Dinamarca (Sissal, Hallucination) envia una feroesa com a representant, el duet ambienta la seua cançó al nord d'Europa, concretament entre les Illes Fèroe i Grenlàndia, a qui animen de continuar "remant". Al clip hi exhibixen banderes grenlandeses i feroeses, de recolzament a les reclames d'independència. La dinàmica més coherent és exhibir-les llavors a l'escenari d'Eurovisió o a la green room, però l'UER prohibix l'ús de banderes altres que els països representants a les delegacions.
Malgrat que la direcció va reorganitzar el públic per tal que no hi haguessen banderes davant de l'escenari, al final el públic exhibix banderes de Palestina, Veneçuela, Brasil, Liechtenstein, entre més. Moltes crides polítiques en queden desvirtuades.